# Ủy ban Trung ương Đảng Cộng sản Trung Quốc khóa XIX
Ủy ban Trung ương Đảng Cộng sản Trung Quốc khóa XIX (tiếng Trung: 中国共产党第十九届中央委员会) hay còn được gọi Trung Cộng Trung ương khóa XIX (tiếng Trung: 中共中央第十九届), Trung ương Đảng khóa XIX (tiếng Trung: 中央党第十九届) là cơ quan do Đại hội đại biểu Đảng Cộng sản Trung Quốc khóa XIX bầu ra vào ngày 24/10/2017, và kết thúc nhiệm kỳ cho tới Đại hội Đại biểu khóa XX bầu ra Ủy ban Trung ương khóa mới vào năm 2022. Ủy ban gồm Ủy viên Trung ương Đảng và Ủy viên Dự khuyết Trung ương Đảng. Ủy viên Trung ương Đảng có quyền biểu quyết, trong khi đó Ủy viên Dự khuyết Trung ương thì không. Nếu một Ủy viên Trung ương bị miễn nhiệm ra khỏi Trung ương Đảng thì vị trí bổ sung sẽ là ủy viên dự khuyết, được sắp xếp theo số phiếu bầu cao nhất làm thứ tự ưu tiên. Để được bầu vào Trung ương Đảng, ứng viên phải có trên 5 năm tuổi Đảng.
Phiên họp toàn thể lần thứ nhất tổ chức ngày 25/10/2017, có nhiệm vụ bầu Ban Thường vụ Bộ Chính trị và Bộ Chính trị. Đồng thời chịu trách nhiệm phê duyệt các ủy viên thuộc Ban Bí thư, Ủy ban Kiểm tra Kỷ luật Trung ương Đảng và Ban Thường vụ Ủy ban Kiểm tra Kỷ luật Trung ương Đảng. Trong đó tại phiên họp toàn thể lần thứ 2 sẽ tổ chức năm 2018, chịu trách nhiệm đề cử các ứng viên vào các vị trí cấp cao Nhà nước.

## Phiên họp toàn thể
| Phiên họp toàn thể lần thứ | Bắt đầu-Kết thúc | Thời gian | Nội dung chính |
| -------------------------- | ---------------- | --------- | --- |
| 1                          | 25/10/2017       | 1 ngày    | Tập Cận Bình được bầu làm Tổng Bí thư và Chủ tịch Quân ủy Trung ương. Ủy ban Trung ương bầu Bộ Chính trị gồm 25 thành viên, Ủy ban Thường vụ Bộ Chính trị gồm 7 thành viên và Ban Bí thư gồm 7 ủy viên, với Vương Hỗ Ninh là Bí thư thứ nhất. Hội nghị đã thông qua thành viên Ủy ban Thường vụ Ủy ban Kiểm tra Kỷ luật Trung ương do phiên họp toàn thể Ủy ban Kiểm tra Kỷ luật Trung ương bầu chọn và Triệu Lạc Tế được bầu với vai trò Bí thư, đồng thời cũng bầu Tổng thư ký và một số Phó Bí thư của Ủy Kỷ Trung ương Trung Cộng.                                                                                |
| 2                          | 18-19/01/2018    | 2 ngày    | Chương trình chính là thảo luận và nghiên cứu các đề xuất để sửa đổi một phần của hiến pháp. |
| 3                          | 26-28/02/2018    | 3 ngày    | Hội nghị thông qua danh sách dự kiến nhân sự lãnh đạo Nhà nước để trình lên Kỳ họp lần thứ nhất Nhân Đại Toàn quốc Khóa XIII và dự kiến nhân sự lãnh đạo Hội nghị Chính trị Hiệp thương nhân dân (Chính hiệp) toàn quốc để trình lên Kỳ họp lần thứ nhất Ủy ban Chính hiệp toàn quốc Khóa XIII. |
| 4                          | 28-31/10/2019    | 4 ngày    | Hội nghị thảo luận và thông qua "Quyết định về những vấn đề quan trọng của Trung ương Đảng Cộng sản Trung Quốc liên quan đến kiên trì và hoàn thiện chế độ xã hội chủ nghĩa đặc sắc Trung Quốc, thúc đẩy hiện đại hóa hệ thống quản trị và năng lực quản trị quốc gia". Tập Cận Bình đã phát biểu giải thích trước hội nghị toàn thể về dự thảo quyết định. Hội nghị toàn thể đã quyết định bầu hai ủy viên dự khuyết Trung ương Đảng là Mã Chính Vũ và Mã Vĩ Minh bổ sung làm ủy viên Trung ương Đảng. Phê chuẩn quyết định của Bộ Chính trị Trung ương Đảng về việc cho Lưu Sĩ Dư khai trừ lưu đảng kiểm tra 2 năm. |
| 5                          | 26-29/10/2020    | 4 ngày    | Hội nghị thảo luận và thông qua "Đề xuất của Ủy ban Trung ương Đảng về việc xây dựng Kế hoạch 5 năm phát triển kinh tế và xã hội quốc gia và các mục tiêu dài hạn cho năm 2035". Hội nghị đưa ra các mục tiêu chính về xây dựng "Kế hoạch 5 năm lần thứ 14" và mục tiêu dài hạn về cơ bản đạt được hiện đại hóa xã hội chủ nghĩa vào năm 2035. |
| 6                          | 8-11/11/2021     | 4 ngày    | Hội nghị đã thảo luận và thông qua "Nghị quyết của Trung ương Đảng Cộng sản Trung Quốc về những thành tựu to lớn và kinh nghiệm lịch sử trong 100 năm phấn đấu của Đảng", đồng thời xem xét và thông qua "Nghị quyết về việc triệu tập Đại hội đại biểu toàn quốc lần thứ XX của Đảng". |
| 7                          | 9-12/10/2022     | 4 ngày    | Hội nghị toàn thể thông qua việc tổ chức Đại hội Đảng toàn quốc lần thứ XX vào ngày 16/10/2022. Thảo luận về dự thảo báo cáo của Trung ương Đảng khoá XIX trình Đại hội Đại biểu Toàn quốc lần thứ XX Đảng Cộng sản Trung Quốc, dự thảo Điều lệ Đảng Cộng sản Trung Quốc (Sửa đổi) và báo cáo của Ủy ban Kiểm tra Kỷ luật Trung ương khoá XIX tới Đại hội Đại biểu Toàn quốc lần thứ XX Đảng Cộng sản Trung Quốc. Phê chuẩn khai trừ khỏi Đảng Trương Kính Hoa, Phó Chính Hoa, Thẩm Đức Vịnh, Tiêu Á Khánh |

## Bộ Chính trị Ủy ban Trung ương
| STT | Họ tên                 | Chức vụ Đảng Nhà nước                                                                                     | Ghi chú |
| --- | ---------------------- | --- | --- |
| 1   | Tập Cận Bình (1953)    | Tổng Bí thư Chủ tịch nước Chủ tịch Quân ủy Trung ương                                                     | Chủ nhiệm Ủy ban Kinh tế - Tài chính Trung ương Chủ nhiệm Ủy ban Công tác Ngoại sự Trung ương                                           |
| 2   | Lý Khắc Cường (1955)   | Thủ tướng Quốc vụ viện                                                                                    | Phó Chủ nhiệm Ủy ban Kinh tế - Tài chính Trung ương Phó Chủ nhiệm Ủy ban Công tác Ngoại sự Trung ương                                   |
| 3   | Lật Chiến Thư (1950)   | Chủ tịch Nhân đại toàn quốc                                                                               | Phó Chủ nhiệm Ủy ban Quốc an Trung ương                                                                                                 |
| 4   | Uông Dương (1955)      | Chủ tịch Chính hiệp toàn quốc                                                                             | Trưởng tiểu ban điều phối công tác Tây Tạng, Tân Cương Trung ương                                                                       |
| 5   | Vương Hỗ Ninh (1955)   | Bí thư thứ nhất Ban Bí thư                                                                                | Chủ nhiệm Ủy ban chỉ đạo Kiến thiết văn minh, tình thần Trung ương                                                                      |
| 6   | Triệu Lạc Tế (1957)    | Bí thư Ủy ban Kiểm tra Kỷ luật Trung ương Đảng                                                            | Trưởng tiểu ban lãnh đạo công tác thí điểm cải cách sâu sắc giám sát nhà nước Trung ương                                                |
| 7   | Hàn Chính (1954)       | Phó Thủ tướng thứ nhất Quốc vụ viện                                                                       | Trưởng tiểu ban Lãnh đạo Công tác thúc đẩy xây dựng "Một vành đai, một con đường" Quốc gia                                              |
| 8   | Đinh Tiết Tường (1962) | Bí thư thứ hai Ban Bí thư Chủ nhiệm Văn phòng Trung ương Đảng                                             | Chủ nhiệm Ủy ban Bảo mật Trung ương |
| 9   | Dương Hiểu Độ (1953)   | Bí thư thứ ba Ban Bí thư Phó Bí thư Ủy ban Kiểm tra Kỷ luật Trung ương Chủ nhiệm Ủy ban Giám sát Nhà nước | |
| 10  | Trần Hi (1953)         | Bí thư thứ tư Ban Bí thư Trưởng ban Ban Tổ chức Trung ương Hiệu trưởng Trường Đảng Trung ương             | Viện trưởng Học viện Hành chính Quốc gia Viện trưởng Học viện Cán bộ Phố Đông Trung Quốc Viện trưởng Học viện Cán bộ Diên An Trung ương |
| 11  | Quách Thanh Côn (1954) | Bí thư thứ năm Ban Bí thư Bí thư Ủy ban Chính trị Pháp luật Trung ương                                    | Chủ nhiệm Văn phòng Ủy ban Trị quốc bằng pháp luật toàn diện Trung ương                                                                 |
| 12  | Hoàng Khôn Minh (1956) | Bí thư thứ sáu Ban Bí thư Trưởng ban Tuyên truyền Trung ương                                              | Trưởng tiểu ban Lãnh đạo Công tác Phát triển và cải cách thể chế văn hóa Trung ương                                                     |
| 13  | Vương Thần (1950)      | Phó Chủ tịch thứ nhất Nhân đại toàn quốc                                                                  | |
| 14  | Tôn Xuân Lan (1950)    | Phó Thủ tướng thứ hai Quốc vụ viện                                                                        | |
| 15  | Hồ Xuân Hoa (1963)     | Phó Thủ tướng thứ ba Quốc vụ viện                                                                         | |
| 16  | Lưu Hạc (1952)         | Phó Thủ tướng thứ tư Quốc vụ viện                                                                         | Chủ nhiệm Văn phòng Ủy ban Kinh tế - Tài chính Trung ương                                                                               |
| 17  | Hứa Kì Lượng (1950)    | Phó Chủ tịch thứ nhất Quân ủy Trung ương                                                                  | |
| 18  | Trương Hựu Hiệp (1950) | Phó Chủ tịch thứ hai Quân ủy Trung ương                                                                   | |
| 19  | Dương Khiết Trì (1950) | Chủ nhiệm Văn phòng Ủy ban Công tác Ngoại sự Trung ương                                                   | |
| 20  | Thái Kỳ (1955)         | Bí thư Thành ủy Bắc Kinh                                                                                  | |
| 21  | Lý Hồng Trung (1956)   | Bí thư Thành ủy Thiên Tân                                                                                 | |
| 22  | Lý Cường (1959)        | Bí thư Thành ủy Thượng Hải                                                                                | |
| 23  | Trần Mẫn Nhĩ (1960)    | Bí thư Thành ủy Trùng Khánh                                                                               | |
| 23  | Lý Hi (1956)           | Bí thư Tỉnh ủy Quảng Đông                                                                                 | |
| 25  | Trần Toàn Quốc (1955)  | Bí thư Đảng ủy Khu tự trị Duy Ngô Nhĩ Tân Cương                                                           | |

## Ban Bí thư Trung ương
| Thứ tự | Tên                    | Chức vụ Đảng và Nhà nước                                                                              | Ghi chú |
| ------ | ---------------------- | --- | ------- |
| 1      | Vương Hỗ Ninh (1955)   | Ủy viên Thường vụ Bộ Chính trị Bí thư thứ nhất Ban Bí thư                                             |         |
| 2      | Đinh Tiết Tường (1962) | Ủy viên Bộ Chính trị Chủ nhiệm Văn phòng Trung ương Đảng                                              |         |
| 3      | Dương Hiểu Độ (1953)   | Ủy viên Bộ Chính trị Phó Bí thư Ủy ban Kiểm tra Kỷ luật Trung ương Chủ nhiệm Ủy ban Giám sát Nhà nước |         |
| 4      | Trần Hi                | Ủy viên Bộ Chính trị Trưởng ban Ban Tổ chức Trung ương Hiệu trưởng Trường Đảng Trung ương             |         |
| 5      | Quách Thanh Côn (1954) | Ủy viên Bộ Chính trị Bí thư Ủy ban Chính trị Pháp luật Trung ương                                     |         |
| 6      | Hoàng Khôn Minh (1956) | Ủy viên Bộ Chính trị Trưởng ban Tuyên truyền Trung ương                                               |         |
| 7      | Vưu Quyền (1954)       | Trưởng ban Công tác Mặt trận thống nhất Trung ương                                                    |         |

## Các ban Đảng Trung ương
| Các Ban Đảng Trung ương                     | Chức vụ    | Lãnh đạo        | Cơ cấu                                      | Nhiệm kỳ                              | Ghi chú |
| ------------------------------------------- | ---------- | --------------- | ------------------------------------------- | ------------------------------------- | ------- |
| Ủy ban Kiểm tra Kỷ luật Trung ương          | Bí thư     | Triệu Lạc Tế    | Ủy viên Thường vụ Bộ Chính trị              | 25/10/2017-22/10/2022 4 năm, 363 ngày |         |
| Ban Liên lạc Đối ngoại Trung ương           | Trưởng ban | Tống Đào        | Ủy viên Trung ương Đảng                     | 25/10/2017-22/10/2022 4 năm, 363 ngày |         |
| Ban Tổ chức Trung ương                      | Trưởng ban | Triệu Lạc Tế    | Ủy viên Thường vụ Bộ Chính trị              | 25/10/2017-28/10/2017 4 ngày          |         |
| Ban Tổ chức Trung ương                      | Trưởng ban | Trần Hi         | Ủy viên Bộ Chính trị                        | 28/10/2017-22/10/2022 4 năm, 360 ngày |         |
| Ủy ban Chính trị Pháp luật Trung ương       | Bí thư     | Mạnh Kiến Trụ   | Ủy viên Bộ Chính trị khóa 18                | 25/10/2017-31/10/2017 6 ngày          |         |
| Ủy ban Chính trị Pháp luật Trung ương       | Bí thư     | Quách Thanh Côn | Ủy viên Bộ Chính trị Bí thư Trung ương Đảng | 31/10/2017-22/10/2022 4 năm, 357 ngày |         |
| Ban Tuyên truyền Trung ương                 | Trưởng ban | Lưu Kỳ Bảo      | Ủy viên Trung ương Đảng                     | 25/10/2017-30/10/2017 5 ngày          |         |
| Ban Tuyên truyền Trung ương                 | Trưởng ban | Hoàng Khôn Minh | Ủy viên Bộ Chính trị Bí thư Trung ương Đảng | 30/10/2017-22/10/2022 4 năm, 358 ngày |         |
| Ban Công tác Mặt trận Thống nhất Trung ương | Trưởng ban | Tôn Xuân Lan    | Ủy viên Bộ Chính trị                        | 25/10/2017-7/11/2017 13 ngày          |         |
| Ban Công tác Mặt trận Thống nhất Trung ương | Trưởng ban | Vưu Quyền       | Bí thư Trung ương Đảng                      | 7/11/2017-22/10/2022 4 năm, 350 ngày  |         |
| Văn phòng Trung ương Đảng                   | Chủ nhiệm  | Lật Chiến Thư   | Ủy viên Thường vụ Bộ Chính trị              | 25/10/2017-30/10/2017 5 ngày          |         |
| Văn phòng Trung ương Đảng                   | Chủ nhiệm  | Đinh Tiết Tường | Ủy viên Bộ Chính trị                        | 30/10/2017-22/10/2022 4 năm, 358 ngày |         |

## Cơ quan trực thuộc
| Các Ban Đảng Trung ương                                  | Chức vụ   | Lãnh đạo        | Kiêm nhiệm                                 | Nhiệm kỳ                              | Ghi chú |
| -------------------------------------------------------- | --------- | --------------- | ------------------------------------------ | ------------------------------------- | ------- |
| Phòng nghiên cứu chính sách Trung ương Trung Quốc        | Chủ nhiệm | Vương Hỗ Ninh   | Ủy viên Thường vụ Bộ Chính trị             | 25/10/2017-29/10/2020 3 năm, 4 ngày   |         |
| Phòng nghiên cứu chính sách Trung ương Trung Quốc        | Chủ nhiệm | Giang Kim Quyền | Ủy viên Ủy ban Kiểm tra Kỷ luật Trung ương | 29/10/2020-22/10/2022 1 năm, 359 ngày |         |
| Văn phòng phụ trách các vấn đề Đài Loan                  | Chủ nhiệm | Trương Chí Quân | Ủy viên Trung ương Đảng khóa 18            | 25/10/2017-19/3/2018 145 ngày         |         |
| Văn phòng phụ trách các vấn đề Đài Loan                  | Chủ nhiệm | Lưu Kết Nhất    | Ủy viên Trung ương Đảng                    | 19/03/2018-22/10/2022 4 năm, 218 ngày |         |
| Văn phòng Tiểu ban Lãnh đạo Kinh tế Tài chính Trung ương | Chủ nhiệm | Lưu Hạc         | Ủy viên Bộ Chính trị                       | 25/10/2017-22/10/2022 4 năm, 363 ngày |         |
| Văn phòng Tiểu ban Lãnh đạo Công tác Ngoại sự Trung ương | Chủ nhiệm | Dương Khiết Trì | Ủy viên Bộ Chính trị                       | 25/10/2017-22/10/2022 4 năm, 363 ngày |         |
| Văn phòng Quốc Vụ viện                                   | Chủ nhiệm | Dương Tinh      | Ủy viên Trung ương Đảng khóa 18            | 25/10/2017-24/02/2018 122 ngày        |         |
| Văn phòng Quốc Vụ viện                                   | Chủ nhiệm | Tiêu Tiệp       | Ủy viên Trung ương Đảng                    | 24/02/2018-22/10/2022 4 năm, 241 ngày |         |
| Văn phòng Thông tin Quốc tế                              | Chủ nhiệm | Từ Lân          | Ủy viên Trung ương Đảng                    | 25/10/2017-22/10/2022 4 năm, 363 ngày |         |
| Văn phòng Ủy ban An toàn Quốc gia Trung ương             | Chủ nhiệm | Lật Chiến Thư   | Ủy viên Thường vụ Bộ Chính trị             | 25/10/2017-22/10/2022 4 năm, 363 ngày |         |
| Văn phòng Ủy ban Công tác cơ quan trực thuộc Trung ương  | Chủ nhiệm | Đinh Tiết Tường | Ủy viên Thường vụ Bộ Chính trị             | 30/10/2017-22/10/2022 4 năm, 358 ngày |         |
| Văn phòng Ủy ban Công tác cơ quan Quốc gia Trung ương    | Chủ nhiệm | Tiêu Tiệp       | Ủy viên Trung ương Đảng                    | 25/10/2017-22/10/2022 4 năm, 363 ngày |         |
| Văn phòng Ủy ban Biên chế Cơ cấu Trung ương              | Chủ nhiệm | Trương Kỉ Nam   | Ủy viên Trung ương Đảng                    | 25/10/2017-22/10/2022 4 năm, 363 ngày |         |

## Các tổ chức trực thuộc
| Các tổ chức trực thuộc                    | Chức vụ       | Lãnh đạo        | Kiêm nhiệm                             | Nhiệm kỳ                              | Ghi chú |
| ----------------------------------------- | ------------- | --------------- | -------------------------------------- | ------------------------------------- | ------- |
| Ban Biên dịch Trung ương                  | Trưởng ban    | Cổ Cao Kiến     |                                        | 25/10/2017-22/10/2022 4 năm, 363 ngày |         |
| Hội Nghiên cứu Văn chương Trung ương      | Chủ tịch      | Lãnh Dung       | Ủy viên Trung ương Đảng                | 25/10/2017-22/10/2022 4 năm, 363 ngày |         |
| Ban Nghiên cứu Lịch sử Đảng Trung ương    | Chủ nhiệm     | Khúc Thanh Sơn  | Ủy viên Trung ương Đảng                | 25/10/2017-22/10/2022 4 năm, 363 ngày |         |
| Trường Đảng Trung ương                    | Hiệu trưởng   | Lưu Vân Sơn     | Ủy viên Thường vụ Bộ Chính trị khóa 18 | 25/10/2017-28/10/2017 3 ngày          |         |
| Trường Đảng Trung ương                    | Hiệu trưởng   | Trần Hi         | Ủy viên Bộ Chính trị                   | 28/10/2017-22/10/2022 4 năm, 360 ngày |         |
| Học viện Cán bộ Phố Đông Trung Quốc       | Viện trưởng   | Trần Hi         | Ủy viên Bộ Chính trị                   | 28/10/2017-22/10/2022 4 năm, 360 ngày |         |
| Học viện Cán bộ Tỉnh Cương Sơn Trung ương | Viện trưởng   | Trần Hi         | Ủy viên Bộ Chính trị                   | 28/10/2017-22/10/2022 4 năm, 360 ngày |         |
| Học viện Cán bộ Diên An Trung ương        | Viện trưởng   | Trần Hi         | Ủy viên Bộ Chính trị                   | 28/10/2017-22/10/2022 4 năm, 360 ngày |         |
| Học viện Chủ nghĩa xã hội Trung Quốc      | Viện trưởng   | Nghiêm Tuyển Kì |                                        | 25/10/2017-22/10/2022 4 năm, 363 ngày |         |
| Quang Minh Nhật báo                       | Tổng biên tập | Trương Chính    |                                        | 25/10/2017-22/10/2022 4 năm, 363 ngày |         |
| Nhân dân Nhật báo                         | Xã trưởng     | Dương Chấn Võ   | Ủy viên Trung ương Đảng                | 25/10/2017-12/4/2018 169 ngày         |         |
| Nhân dân Nhật báo                         | Xã trưởng     | Lý Bảo Thiện    |                                        | 12/4/2018-22/10/2022 4 năm, 194 ngày  |         |
| Cầu Thị Tạp chí                           | Xã trưởng     | Lý Tiệp         |                                        | 25/10/2017-22/10/2022 4 năm, 363 ngày |         |

## Ủy viên Trung ương Đảng
Ủy viên Bộ Chính trị
      Ủy viên Thường vụ Bộ Chính trị
      Ủy viên Ban Bí thư
      Ủy viên Trung ương Đảng
      Ủy viên Dự khuyết Trung ương Đảng
| STT | Họ tên            | Chức vụ khi được bầu | Chức vụ khi được bầu | Chức vụ đảm nhiệm          | Chức vụ đảm nhiệm | Chức vụ đảm nhiệm | Ghi chú                |
| STT | Họ tên            | Chức vụ khi được bầu | Chức vụ khi được bầu | Chức vụ                    | Chức vụ | Nhiệm kỳ          | Ghi chú                |
| --- | ----------------- | --- | --- | -------------------------- | --- | ----------------- | ---------------------- |
| 1   | Ất Hiểu Quang     | | Tư lệnh Chiến khu Trung Bộ Quân ủy Trung ương |                            | Tư lệnh Chiến khu Trung Bộ Quân ủy Trung ương | 10/2017-8/2021    |                        |
| 2   | Đinh Lai Hàng     | | Tư lệnh Không quân Quân Giải phóng Nhân dân Trung Quốc |                            | Tư lệnh Không quân Quân Giải phóng Nhân dân Trung Quốc | 10/2017-8/2021    |                        |
| 3   | Đinh Học Đông     | | Phó Tổng thư ký Quốc vụ viện |                            | Phó Tổng thư ký Thường vụ Quốc vụ viện | 5/2018-10/2022    |                        |
| 4   | Đinh Tiết Tường   | | Phó Chủ nhiệm Văn phòng Trung ương Đảng |                            | Chủ nhiệm Văn phòng Trung ương Đảng | 10/2017-10/2022   |                        |
| 4   | Đinh Tiết Tường   | | Phó Chủ nhiệm Văn phòng Trung ương Đảng |                            | Chủ nhiệm Văn phòng Trung ương Đảng | 10/2017-10/2022   |                        |
| 5   | Vu Vĩ Quốc        | | Tỉnh trưởng Chính phủ Nhân dân tỉnh Phúc Kiến |                            | Bí thư Tỉnh ủy Phúc Kiến | 10/2017-11/2020   | Nghỉ hưu               |
| 5   | Vu Vĩ Quốc        | Tỉnh trưởng Chính phủ Nhân dân tỉnh Phúc Kiến                                                                                     | Tỉnh trưởng Chính phủ Nhân dân tỉnh Phúc Kiến | 10/2017-1/2018             | |                   | Nghỉ hưu               |
| 5   | Vu Vĩ Quốc        | Chủ nhiệm Ủy ban Thường vụ Nhân đại tỉnh Phúc Kiến                                                                                | Tỉnh trưởng Chính phủ Nhân dân tỉnh Phúc Kiến | 1/2018-1/2021              | |                   | Nghỉ hưu               |
| 6   | Vu Trung Phúc     | | Chính ủy Không quân Quân Giải phóng Nhân dân Trung Quốc |                            | Chính ủy Không quân Quân Giải phóng Nhân dân Trung Quốc | 10/2017-1/2022    | Nghỉ hưu               |
| 7   | Vạn Lập Tuấn      | | Chủ tịch Hội Liên hiệp Hoa kiều về nước Toàn quốc |                            | Chủ tịch Hội Liên hiệp Hoa kiều về nước Toàn quốc | 10/2017-10/2022   |                        |
| 8   | Tập Cận Bình      | | Tổng Bí thư Chủ tịch nước |                            | Tổng Bí thư Chủ tịch nước | 10/2017-10/2022   |                        |
| 9   | Mã Biểu           | | Phó Chủ tịch Chính hiệp toàn quốc |                            | Phó Chủ tịch Chính hiệp toàn quốc | 10/2017-10/2022   | Người Tráng            |
| 10  | Mã Hưng Thụy      | | Tỉnh trưởng Chính phủ Nhân dân tỉnh Quảng Đông |                            | Tỉnh trưởng tỉnh Quảng Đông | 10/2017- 12/2021  |                        |
| 10  | Mã Hưng Thụy      | Bí thư Khu ủy Tân Cương Bí thư thứ nhất, Chính ủy thứ nhất Binh đoàn sản xuất và xây dựng Tân Cương                               | Tỉnh trưởng Chính phủ Nhân dân tỉnh Quảng Đông | 12/2021-10/2022            | |                   |                        |
| 11  | Vương Ninh        | | Tư lệnh Lực lượng Cảnh sát vũ trang Nhân dân Trung Quốc |                            | Tư lệnh Lực lượng Cảnh sát vũ trang Nhân dân Trung Quốc | 10/2017-12/2020   | Nghỉ hưu               |
| 12  | Vương Quân        | | Cục trưởng Tổng cục Thuế vụ Quốc gia |                            | Cục trưởng Tổng cục Thuế vụ Quốc gia | 10/2017-10/2022   |                        |
| 13  | Vương Dũng        | | Ủy viên Quốc vụ viện |                            | Ủy viên Quốc vụ viện | 10/2017-10/2022   |                        |
| 14  | Vương Thần        | | Phó Chủ tịch Nhân đại toàn quốc |                            | Phó Chủ tịch thứ nhất Nhân đại toàn quốc | 3/2018-10/2022    |                        |
| 15  | Vương Nghị        | | Bộ trưởng Bộ Ngoại giao |                            | Ủy viên Quốc vụ Bộ trưởng Bộ Ngoại giao | 3/2018-10/2022    |                        |
| 16  | Vương Tiểu Hồng   | | Thứ trưởng Bộ Công an Phó Thị trưởng Chính phủ Nhân dân Thành phố Bắc Kinh Cục trưởng Cục Công an Thành phố Bắc Kinh                                                |                            | Thứ trưởng Bộ Công an | 1/2018-6/2022     |                        |
| 16  | Vương Tiểu Hồng   | Cục trưởng Cục Công an Thành phố Bắc Kinh                                                                                         | Thứ trưởng Bộ Công an Phó Thị trưởng Chính phủ Nhân dân Thành phố Bắc Kinh Cục trưởng Cục Công an Thành phố Bắc Kinh                                                | 10/2017-4/2020             | |                   |                        |
| 16  | Vương Tiểu Hồng   | Bộ trưởng Bộ Công an | Thứ trưởng Bộ Công an Phó Thị trưởng Chính phủ Nhân dân Thành phố Bắc Kinh Cục trưởng Cục Công an Thành phố Bắc Kinh                                                | 6/2022-10/2022             | |                   |                        |
| 17  | Vương Ngọc Phổ    | | Cục trưởng Tổng cục Giám sát Sản xuất Toàn quốc |                            | Bộ trưởng Bộ Tình trạng khẩn cấp | 3/2018-12/2020    | Mất khi đang tại nhiệm |
| 18  | Vương Chính Vĩ    | | Phó Chủ tịch Chính hiệp toàn quốc |                            | Phó Chủ tịch Chính hiêp Toàn quốc | 10/2017-10/2022   | Người Hồi              |
| 19  | Vương Đông Minh   | | Bí thư Tỉnh ủy Tứ Xuyên |                            | Phó Chủ tịch Nhân đại toàn quốc Chủ tịch Tổng Công đoàn toàn quốc Trung Hoa | 3/2018-10/2022    |                        |
| 20  | Vương Đông Phong  | | Thị trưởng thành phố Thiên Tân |                            | Bí thư Tỉnh ủy Hà Bắc | 10/2017-4/2022    |                        |
| 20  | Vương Đông Phong  | Phó chủ nhiệm Ủy ban Kinh tế Tài chính Đại hội Đại biểu Nhân dân Toàn quốc Trung Quốc                                             | Thị trưởng thành phố Thiên Tân | 4/2022-10/2022             | |                   |                        |
| 21  | Vương Nhĩ Thừa    | | Phó Chủ tịch Quỹ An sinh xã hội toàn quốc |                            | Phó Chủ nhiệm Ủy ban Pháp chế và Xã hội, Chính hiệp toàn quốc | 11/2020-10/2022   |                        |
| 22  | Vương Chí Dân     | | Chủ nhiệm Văn phòng Liên lạc Đặc khu hành chính Hồng Kông thường trú Chính phủ Trung ương                                                                           |                            | Phó Viện trưởng Viện Nghiên cứu Văn học và Lịch sử Đảng Trung ương Đảng Cộng sản Trung Quốc | 1/2020-5/2022     |                        |
| 22  | Vương Chí Dân     | Phó chủ nhiệm Ủy ban Dân tộc Đại hội Đại biểu Nhân dân Toàn quốc Trung Quốc                                                       | Chủ nhiệm Văn phòng Liên lạc Đặc khu hành chính Hồng Kông thường trú Chính phủ Trung ương                                                                           | 6/2022-10/2022             | |                   |                        |
| 23  | Vương Chí Cương   | | Thứ trưởng Bộ Khoa học & Công nghệ |                            | Bộ trưởng Bộ Khoa học & Công nghệ | 3/2018-10/2022    |                        |
| 24  | Vương Hỗ Ninh     | | Chủ nhiệm Phòng Nghiên cứu Chính sách Trung ương Đảng |                            | Chủ nhiệm Văn phòng Nghiên cứu Chính sách Trung ương Đảng | 10/2017-10/2020   |                        |
| 24  | Vương Hỗ Ninh     | | Chủ nhiệm Phòng Nghiên cứu Chính sách Trung ương Đảng | Bí thư thứ nhất Ban Bí thư | 10/2017-10/2022 |                   |                        |
| 25  | Vương Quốc Sinh   | | Bí thư Tỉnh ủy Thanh Hải |                            | Bí thư Tỉnh ủy Hà Nam | 3/2018-6/2021     |                        |
| 25  | Vương Quốc Sinh   | Phó chủ nhiệm Ủy ban Xây dựng Xã hội Đại hội Đại biểu Nhân dân Toàn quốc Trung Quốc                                               | Bí thư Tỉnh ủy Thanh Hải | 6/2021-10/2022             | |                   |                        |
| 26  | Vương Kiến Quân   | | Tỉnh trưởng Chính phủ Nhân dân tỉnh Thanh Hải |                            | Tỉnh trưởng Chính phủ Nhân dân tỉnh Thanh Hải | 10/2017-8/2018    |                        |
| 26  | Vương Kiến Quân   | Bí thư Tỉnh ủy Thanh Hải | Tỉnh trưởng Chính phủ Nhân dân tỉnh Thanh Hải | 3/2018- 3/2022             | |                   |                        |
| 26  | Vương Kiến Quân   | Phó chủ nhiệm Ủy ban Xây dựng Xã hội Đại hội Đại biểu Nhân dân Toàn quốc Trung Quốc                                               | Tỉnh trưởng Chính phủ Nhân dân tỉnh Thanh Hải | 3/2022-10/2022             | |                   |                        |
| 27  | Vương Kiến Vũ     | | Chính ủy Quân khu Tây Tạng |                            | Chính ủy Chiến khu Nam Bộ | 12/2018-10/2022   |                        |
| 28  | Vương Hiểu Đông   | | Tỉnh trưởng Chính phủ Nhân dân tỉnh Hồ Bắc |                            | Tỉnh trưởng tỉnh Hồ Bắc | 10/2017-5/2021    |                        |
| 28  | Vương Hiểu Đông   | Phó Chủ nhiệm Ủy ban Nông nghiệp và Nông thôn Ủy ban Toàn quốc Hội nghị Hiệp thương Chính trị Nhân dân Trung Quốc                 | Tỉnh trưởng Chính phủ Nhân dân tỉnh Hồ Bắc | 6/2021-10/2022             | |                   |                        |
| 29  | Vương Hiểu Huy    | | Phó Chủ nhiệm Văn phòng Nghiên cứu Chính sách Trung ương |                            | Phó Chủ nhiệm Văn phòng Nghiên cứu Chính sách Trung ương Phó Trưởng Ban Tuyên truyền Trung ương Cục trưởng Cục Điện ảnh Quốc gia Chủ nhiệm Văn phòng Ủy ban lãnh đạo xây dựng văn minh tinh thần Trung ương | 3/2018-4/2022     |                        |
| 29  | Vương Hiểu Huy    | Bí thư Tỉnh ủy Tứ Xuyên | Phó Chủ nhiệm Văn phòng Nghiên cứu Chính sách Trung ương | 4/2022-10/2022             | |                   |                        |
| 30  | Vương Gia Thắng   | | Chính ủy Quân chủng Tên lửa Chiến lược |                            | Chính ủy Quân chủng Tên lửa Chiến lược | 10/2017-7/2020    | Nghỉ hưu               |
| 31  | Vương Mông Huy    | | Bộ trưởng Bộ Nhà ở và Phát triển Đô thị Nông thôn |                            | Bí thư Tỉnh ủy Hồ Bắc | 4/2022-10/2022    |                        |
| 32  | Vưu Quyền         | | Bí thư Tỉnh ủy Phúc Kiến |                            | Trưởng ban Mặt trận Thống nhất Trung ương | 11/2017-10/2022   |                        |
| 33  | Xa Tuấn           | | Bí thư Tỉnh ủy Chiết Giang Chủ nhiệm Ủy ban Thường vụ Nhân Đại Chiết Giang                                                                                          |                            | Bí thư Tỉnh ủy Chiết Giang Chủ nhiệm Ủy ban Thường vụ Nhân Đại Chiết Giang | 10/2017-8/2020    |                        |
| 33  | Xa Tuấn           | Phó Chủ nhiệm Ủy ban Giám sát và Tư pháp Đại hội Đại biểu Nhân dân Toàn quốc Trung Quốc                                           | Bí thư Tỉnh ủy Chiết Giang Chủ nhiệm Ủy ban Thường vụ Nhân Đại Chiết Giang                                                                                          | 8/2020-10/2022             | |                   |                        |
| 34  | Doãn Lực          | | Tỉnh trưởng Chính phủ Nhân dân tỉnh Tứ Xuyên |                            | Tỉnh trưởng Chính phủ Nhân dân tỉnh Tứ Xuyên | 10/2017-12/2020   |                        |
| 34  | Doãn Lực          | Bí thư Tỉnh ủy Phúc Kiến | Tỉnh trưởng Chính phủ Nhân dân tỉnh Tứ Xuyên | 12/2020-10/2022            | |                   |                        |
| 35  | Bayanqolu         | | Bí thư Tỉnh ủy Cát Lâm |                            | Phó Chủ nhiệm Ủy ban Bảo vệ tài nguyên môi trường Đại hội Đại biểu Nhân dân toàn quốc | 12/2020-10/2022   | Người Mông Cổ          |
| 36  | Bagatur           | | Chủ nhiệm Ủy ban sự vụ Dân tộc Quốc gia Phó Trưởng ban Mặt trận Thống nhất Trung ương                                                                               |                            | Chủ nhiệm Ủy ban sự vụ Dân tộc Quốc gia | 10/2017-12/2020   | Người Mông Cổ          |
| 36  | Bagatur           | Phó Chủ tịch Chính Hiệp Toàn quốc                                                                                                 | Chủ nhiệm Ủy ban sự vụ Dân tộc Quốc gia Phó Trưởng ban Mặt trận Thống nhất Trung ương                                                                               | 3/2018-10/2022             | |                   | Người Mông Cổ          |
| 37  | Arken Imirbaki    | | Phó Ủy viên trưởng Ủy ban Thường vụ Nhân Đại Toàn quốc |                            | Phó Ủy viên trưởng Ủy ban Thường vụ Nhân Đại Toàn quốc | 10/2017-10/2022   | Người Duy Ngô Nhĩ      |
| 38  | Thạch Thái Phong  | | Bí thư Khu ủy Khu tự trị Hồi Ninh Hạ |                            | Bí thư Khu ủy Khu tự trị Nội Mông Cổ | 10/2019-4/2022    |                        |
| 38  | Thạch Thái Phong  | Chủ tịch Viện Khoa học Xã hội Trung Quốc                                                                                          | Bí thư Khu ủy Khu tự trị Hồi Ninh Hạ | 5/2022-10/2022             | |                   |                        |
| 39  | Bố Tiểu Lâm       | | Chủ tịch Chính phủ Nhân dân Khu tự trị Nội Mông |                            | Phó Chủ nhiệm Ủy ban Bảo vệ Tài nguyên Môi trường Đại hội Đại biểu Nhân dân toàn quốc | 8/2021-10/2022    | nữ Người Mông Cổ       |
| 40  | Lư Triển Công     | | Phó Chủ tịch Chính Hiệp Toàn quốc |                            | Phó Chủ tịch Chính Hiệp Toàn quốc | 10/2017-10/2022   |                        |
| 41  | Bạch Xuân Lễ      | | Viện trưởng Viện Hàn lâm Khoa học Trung Quốc |                            | Chủ nhiệm Ủy ban Dân tộc Nhân Đại Toàn quốc | 3/2018-12/2020    | Người Mãn              |
| 42  | Cát Bỉnh Hiên     | | Phó Ủy viên trưởng Ủy ban Thường vụ Nhân Đại Toàn quốc |                            | Phó Ủy viên trưởng Ủy ban Thường vụ Nhân Đại Toàn quốc | 10/2017-10/2022   |                        |
| 43  | Tất Tỉnh Tuyền    | | Tổng cục trưởng Tổng cục Quản lý Giám sát Dược phẩm Thực phẩm Quốc gia                                                                                              |                            | Phó tổng cục trưởng Tổng cục Quản lý Giám sát Thị trường Quốc gia | 3/2018-8/2018     |                        |
| 43  | Tất Tỉnh Tuyền    | Phó Chủ nhiệm Ủy ban Kinh tế Hội nghị Chính trị Hiệp thương Nhân dân toàn quốc                                                    | Tổng cục trưởng Tổng cục Quản lý Giám sát Dược phẩm Thực phẩm Quốc gia                                                                                              | 8/2020-10/2022             | |                   |                        |
| 44  | Khúc Thanh Sơn    | | Chủ nhiệm Ban Nghiên cứu Lịch sử Đảng Trung ương |                            | Phó Viện trưởng Viện Nghiên cứu Văn học và Lịch sử Đảng Trung ương Đảng | 3/2018-4/2019     |                        |
| 44  | Khúc Thanh Sơn    | Viện trưởng Viện Nghiên cứu Văn học và Lịch sử Đảng Trung ương Đảng                                                               | Chủ nhiệm Ban Nghiên cứu Lịch sử Đảng Trung ương | 4/2019-10/2022             | |                   |                        |
| 45  | Chu Sinh Lĩnh     | | Chính ủy Lực lượng Cảnh sát Vũ trang Nhân dân Trung Quốc |                            | Chính ủy Quân khu Trung bộ | 4/2019-10/2022    |                        |
| 46  | Lưu Kì            | | Tỉnh trưởng Chính phủ Nhân dân tỉnh Giang Tây |                            | Bí thư Tỉnh ủy Giang Tây | 3/2018-10/2021    |                        |
| 46  | Lưu Kì            | Phó Chủ nhiệm Ủy ban Bảo vệ tài nguyên môi trường Đại hội Đại biểu Nhân dân toàn quốc                                             | Tỉnh trưởng Chính phủ Nhân dân tỉnh Giang Tây | 10/2021-10/2022            | |                   |                        |
| 47  | Lưu Lôi           | | Chính ủy Lục quân Quân Giải phóng Nhân dân Trung Quốc |                            | Chính ủy Lục quân Quân Giải phóng Nhân dân Trung Quốc | 10/2017-1/2022    |                        |
| 48  | Lưu Hạc           | | Chủ nhiệm Văn phòng Tiểu ban Lãnh đạo Kinh tế Tài chính Trung ương                                                                                                  |                            | Chủ nhiệm Văn phòng Tiểu ban Lãnh đạo Kinh tế Tài chính Trung ương | 10/2017-10/2022   |                        |
| 48  | Lưu Hạc           | Phó Thủ tướng Quốc vụ viện | Chủ nhiệm Văn phòng Tiểu ban Lãnh đạo Kinh tế Tài chính Trung ương                                                                                                  | 3/2018-10/2022             | |                   |                        |
| 49  | Lưu Sĩ Dư         | | Chủ tịch Ủy ban Quản lý Giám sát Chứng khoán Trung Quốc |                            | Chủ tịch Liên đoàn Hợp tác xã Cung ứng và Tiếp thị toàn Trung Quốc | 1/2019-5/2019     | Miễn nhiệm điều tra    |
| 50  | Lưu Vạn Long      | | Tư lệnh Quân khu Tân Cương |                            | Tư lệnh Quân khu Tân Cương | 10/2017-4/2021    |                        |
| 51  | Lưu Kì Bảo        | | Trưởng ban Ban Tuyên truyền Trung ương Đảng Phó Chủ nhiệm Văn phòng Ủy ban chỉ đạo kiến thiết Văn minh Tinh thần Trung ương                                         |                            | Phó Chủ nhiệm Văn phòng Ủy ban chỉ đạo kiến thiết Văn minh Tinh thần Trung ương | 10/2017-10/2022   |                        |
| 51  | Lưu Kì Bảo        | Phó Chủ tịch Chính Hiệp Toàn quốc                                                                                                 | Trưởng ban Ban Tuyên truyền Trung ương Đảng Phó Chủ nhiệm Văn phòng Ủy ban chỉ đạo kiến thiết Văn minh Tinh thần Trung ương                                         | 3/2018-10/2022             | |                   |                        |
| 52  | Lưu Quốc Trung    | | Tỉnh trưởng Chính phủ Nhân dân tỉnh Cát Lâm |                            | Tỉnh trưởng Chính phủ Nhân dân tỉnh Thiểm Tây | 1/2018-7/2020     |                        |
| 52  | Lưu Quốc Trung    | Bí thư Tỉnh ủy Thiểm Tây | Tỉnh trưởng Chính phủ Nhân dân tỉnh Cát Lâm | 7/2020-10/2022             | |                   |                        |
| 53  | Lưu Quốc Trị      | | Chủ nhiệm Ủy ban Khoa học và Công nghệ Quân ủy Trung ương |                            | Chủ nhiệm Ủy ban Khoa học và Công nghệ Quân ủy Trung ương | 10/2017-1/2021    |                        |
| 54  | Lưu Kim Quốc      | | Phó Bí thư Ủy ban Kiểm tra và Kỷ luật Trung ương |                            | Phó Bí thư Ủy ban Kiểm tra và Kỷ luật Trung ương | 10/2017-10/2022   |                        |
| 55  | Lưu Kết Nhất      | | Phó Chủ nhiệm Văn phòng phụ trách các vấn đề Đài Loan |                            | Chủ nhiệm Văn phòng phụ trách các vấn đề Đài Loan | 3/2018-10/2022    |                        |
| 56  | Lưu Chấn Lập      | | Tham mưu trưởng Lục quân Quân Giải phóng Nhân dân Trung Quốc |                            | Tư lệnh Lục quân Quân Giải phóng Nhân dân Trung Quốc | 6/2021-10/2022    |                        |
| 57  | Lưu Gia Nghĩa     | | Bí thư Tỉnh ủy Sơn Đông |                            | Phó Chủ nhiệm Ủy ban Kinh tế Tài chính Đại hội Đại biểu Nhân dân Toàn quốc | 9/2021-10/2022    |                        |
| 58  | Lưu Tứ Quý        | | Bí thư Tỉnh ủy Hải Nam |                            | Phó Chủ nhiệm Ủy ban Đối ngoại Đại hội Đại biểu Nhân dân Toàn quốc | 11/2020-10/2022   |                        |
| 59  | Lưu Việt Quân     | | Tư lệnh Chiến khu Đông Bộ |                            | Phó Chủ nhiệm Ủy ban Xây dựng Xã hội Đại hội Đại biểu Nhân dân Toàn quốc | 12/2019-10/2022   |                        |
| 60  | Che Dalha         | | Chủ tịch Chính phủ Nhân dân Khu tự trị Tây Tạng |                            | Phó Chủ tịch Ủy ban Thường vụ Đại hội Đại biểu Nhân dân Toàn quốc | 10/2021-10/2022   | Người Tạng             |
| 61  | An Triệu Khánh    | | Chính ủy Bộ Phát triển Trang bị Quân ủy Trung ương |                            | Chính ủy Bộ Phát triển Trang bị Quân ủy Trung ương | 10/2017-10/2022   | Người Tích Bá          |
| 62  | Hứa Cần           | | Tỉnh trưởng Chính phủ Nhân dân tỉnh Hà Bắc |                            | Bí thư Tỉnh ủy Hắc Long Giang | 10/2021-10/2022   |                        |
| 63  | Hứa Hựu Thanh     | | Bí thư Đảng bộ kiêm Phó Chủ nhiệm Văn phòng Kiều vụ Quốc vụ viện |                            | Chủ nhiệm Văn phòng Kiều vụ Quốc vụ viện | 3/2018-10/2020    |                        |
| 63  | Hứa Hựu Thanh     | Phó Trưởng ban Ban Công tác Mặt trận Thống nhất Trung ương Đảng                                                                   | Bí thư Đảng bộ kiêm Phó Chủ nhiệm Văn phòng Kiều vụ Quốc vụ viện | 3/2018-10/2022             | |                   |                        |
| 63  | Hứa Hựu Thanh     | Phó Chủ nhiệm Ủy ban Hồng Kông, Ma Cao và Đài Loan Ủy ban Toàn quốc Hội nghị Hiệp thương Chính trị Nhân dân Trung Quốc            | Bí thư Đảng bộ kiêm Phó Chủ nhiệm Văn phòng Kiều vụ Quốc vụ viện | 8/2022-10/2022             | |                   |                        |
| 64  | Hứa Đạt Triết     | | Tỉnh trưởng Chính phủ Nhân dân tỉnh Hồ Nam |                            | Bí thư Tỉnh ủy Hồ Nam | 11/2020-10/2021   |                        |
| 64  | Hứa Đạt Triết     | Phó chủ nhiệm Ủy ban Giáo dục, Khoa học, Văn hóa và Y tế Đại hội Đại biểu Nhân dân Toàn quốc                                      | Tỉnh trưởng Chính phủ Nhân dân tỉnh Hồ Nam | 10/2021-10/2022            | |                   |                        |
| 65  | Hứa Kì Lượng      | | Phó Chủ tịch Quân ủy Trung ương |                            | Phó Chủ tịch Quân ủy Trung ương | 10/2017-10/2022   |                        |
| 66  | Nguyễn Thành Phát | | Tỉnh trưởng Chính phủ Nhân dân tỉnh Vân Nam |                            | Bí thư Tỉnh ủy Vân Nam | 11/2020-10/2021   |                        |
| 66  | Nguyễn Thành Phát | Phó chủ nhiệm Ủy ban Xây dựng Xã hội Đại hội Đại biểu Nhân dân Toàn quốc                                                          | Tỉnh trưởng Chính phủ Nhân dân tỉnh Vân Nam | 10/2021-10/2022            | |                   |                        |
| 67  | Tôn Chí Cương     | | Bí thư Tỉnh ủy Quý Châu |                            | Phó chủ nhiệm Ủy ban Kinh tế Tài chính Đại hội Đại biểu Nhân dân Toàn quốc | 12/2020-10/2022   |                        |
| 68  | Tôn Kim Long      | | Phó Bí thư Khu ủy Khu tự trị Duy Ngô Nhĩ Tân Cương |                            | Thứ trưởng Bộ Môi trường và Sinh thái | 4/2020-10/2022    |                        |
| 69  | Tôn Thiệu Sính    | | Bộ trưởng Bộ Tài nguyên Đất đai |                            | Bộ trưởng Bộ Cựu chiến binh | 3/2018-6/2022     |                        |
| 69  | Tôn Thiệu Sính    | Bí thư Khu ủy Khu tự trị Nội Mông                                                                                                 | Bộ trưởng Bộ Tài nguyên Đất đai | 4/2022-10/2022             | |                   |                        |
| 70  | Tôn Xuân Lan      | | Trưởng ban Mặt trận Thống nhất Trung ương |                            | Trưởng ban Mặt trận Thống nhất Trung ương | 10/2017- 11/2017  | nữ                     |
| 70  | Tôn Xuân Lan      | Phó Thủ tướng Quốc vụ viện | Trưởng ban Mặt trận Thống nhất Trung ương | 3/2018-10/2022             | |                   | nữ                     |
| 71  | Đỗ Gia Hào        | | Bí thư Tỉnh ủy Hồ Nam |                            | Phó chủ nhiệm Ủy ban Kinh tế Tài chính Đại hội Đại biểu Nhân dân Toàn quốc | 12/2020-10/2022   |                        |
| 72  | Lý Ngật           | | Phó Chủ tịch kiêm Bí thư Đảng bộ Hội Liên hiệp Giới Văn học Nghệ thuật Trung Quốc                                                                                   |                            | Phó Chủ tịch kiêm Bí thư Đảng bộ Hội Liên hiệp Giới Văn học Nghệ thuật Trung Quốc | 10/2017-10/2022   |                        |
| 73  | Lý Hi             | | Bí thư Tỉnh ủy Liêu Ninh |                            | Bí thư Tỉnh ủy Quảng Đông | 10/2017-10/2022   |                        |
| 74  | Lý Bân            | | Chủ nhiệm Ủy ban Kế hoạch hóa Gia đình và Y tế Quốc gia |                            | Phó Chủ tịch Chính Hiệp Toàn quốc | 3/2018-10/2022    | nữ                     |
| 74  | Lý Bân            | Tổng thư ký Ủy ban toàn quốc Hội nghị Hiệp thương Chính trị Nhân dân Trung Quốc                                                   | Chủ nhiệm Ủy ban Kế hoạch hóa Gia đình và Y tế Quốc gia | 10/2020-10/2022            | |                   | nữ                     |
| 75  | Lý Cường          | | Bí thư Tỉnh ủy Giang Tô |                            | Bí thư Thành ủy Thượng Hải | 10/2017-10/2022   |                        |
| 76  | Lý Cán Kiệt       | | Bộ trưởng Bộ Môi trường Sinh thái |                            | Tỉnh trưởng Chính phủ Nhân dân tỉnh Sơn Đông | 4/2020-9/2021     |                        |
| 76  | Lý Cán Kiệt       | Bí thư Tỉnh ủy Sơn Đông | Bộ trưởng Bộ Môi trường Sinh thái | 9/2021-10/2022             | |                   |                        |
| 77  | Lý Tiểu Bằng      | | Bộ trưởng Bộ Giao thông vận tải |                            | Bộ trưởng Bộ Giao thông vận tải | 10/2017-10/2022   |                        |
| 78  | Lý Phượng Bưu     | | Tham mưu trưởng Chiến khu Trung bộ Quân Giải phóng Nhân dân |                            | Tham mưu trưởng Chiến khu Trung bộ Quân Giải phóng Nhân dân | 10/2017- 4/2019   |                        |
| 78  | Lý Phượng Bưu     | Tư lệnh Lực lượng Chi viện chiến lược                                                                                             | Tham mưu trưởng Chiến khu Trung bộ Quân Giải phóng Nhân dân | 4/2019-7/2021              | |                   |                        |
| 78  | Lý Phượng Bưu     | Chính ủy Chiến khu Tây Bộ | Tham mưu trưởng Chiến khu Trung bộ Quân Giải phóng Nhân dân | 7/2021-10/2022             | |                   |                        |
| 79  | Lý Ngọc Phú       | | Bí thư thứ nhất Ban Bí thư Tổng Công hội Toàn quốc |                            | Phó Chủ nhiệm Ủy ban Lịch sử và Học tập Ủy ban Toàn quốc Hội nghị Hiệp thương Chính trị Nhân dân Trung Quốc                                                                                                 | 3/2021-10/2022    |                        |
| 80  | Lý Truyền Quảng   | | Tham mưu trưởng Lực lượng Tên lửa Quân Giải phóng Nhân dân |                            | Phó Tư lệnh Lực lượng Tên lửa Quân Giải phóng Nhân dân | 12/2017-10/2022   |                        |
| 81  | Lý Kỉ Hằng        | | Bí thư Khu ủy Khu tự trị Nội Mông |                            | Bộ trưởng Bộ Dân chính | 10/2019-2/2022    |                        |
| 81  | Lý Kỉ Hằng        | Phó chủ nhiệm Ủy ban Nông nghiệp Nông thôn Đại hội đại biểu nhân dân toàn quốc                                                    | Bí thư Khu ủy Khu tự trị Nội Mông | 2/2022-10/2022             | |                   |                        |
| 82  | Lý Khắc Cường     | | Tổng lý Quốc vụ viện |                            | Tổng lý Quốc vụ viện | 10/2017-10/2022   |                        |
| 83  | Lý Tác Thành      | | Tham mưu trưởng Bộ Liên hiệp Tham mưu Quân ủy Trung ương |                            | Tham mưu trưởng Bộ Tham mưu liên hợp Quân ủy Trung ương | 10/2017-10/2022   |                        |
| 84  | Lý Thượng Phúc    | | Bộ trưởng Bộ Phát triển Trang bị Quân ủy Trung ương |                            | Bộ trưởng Bộ Phát triển Trang bị Quân ủy Trung ương | 10/2017-10/2022   |                        |
| 85  | Lý Quốc Anh       | | Tỉnh trưởng Chính phủ Nhân dân tỉnh An Huy |                            | Bộ trưởng Bộ Thủy lợi | 2/2021-10/2022    |                        |
| 86  | Lý Kiều Minh      | | Tư lệnh Chiến khu Bắc Bộ Quân Giải phóng Nhân dân |                            | Tư lệnh Chiến khu Bắc Bộ Quân Giải phóng Nhân dân | 10/2017-9/2022    |                        |
| 87  | Lý Hiểu Hồng      | | Bí thư Đảng bộ Viện Kỹ thuật Trung Quốc |                            | Viện trưởng Viện Kỹ thuật Trung Quốc | 6/2018-10/2022    |                        |
| 88  | Lý Hồng Trung     | | Bí thư Thành ủy Thiên Tân |                            | Bí thư Thành ủy Thiên Tân | 10/2017-10/2022   |                        |
| 89  | Lý Cẩm Bân        | | Bí thư Tỉnh ủy An Huy |                            | Phó chủ nhiệm Ủy ban Môi trường và Bảo vệ Tài nguyên Đại hội đại biểu nhân dân toàn quốc | 10/2021-10/2022   |                        |
| 90  | Dương Học Quân    | | Viện trưởng Viện Hàn lâm Khoa học Quân sự Quân Giải phóng Nhân dân                                                                                                  |                            | Viện trưởng Viện Hàn lâm Khoa học Quân sự Quân Giải phóng Nhân dân | 10/2017-10/2022   |                        |
| 91  | Dương Khiết Trì   | | Ủy viên Quốc vụ viện Chủ nhiệm Văn phòng kiêm Bí thư Tiểu ban Công tác lãnh đạo Đối ngoại Trung ương Tổng Thư ký Tiểu ban Công tác Lãnh đạo với Đài Loan Trung ương |                            | Chủ nhiệm Văn phòng kiêm Bí thư Tiểu ban Công tác lãnh đạo Đối ngoại Trung ương Tổng Thư ký Tiểu ban Công tác Lãnh đạo với Đài Loan Trung ương                                                              | 10/2017-10/2022   |                        |
| 92  | Dương Chấn Võ     | | Chủ tịch Nhân dân Nhật báo |                            | Tổng Thư ký Nhân Đại Toàn quốc | 3/2018-10/2022    |                        |
| 93  | Dương Hiểu Độ     | | Bộ trưởng Bộ Giám sát |                            | Chủ nhiệm Ủy ban Giám sát Quốc gia | 3/2018-10/2022    |                        |
| 93  | Dương Hiểu Độ     | | Bộ trưởng Bộ Giám sát |                            | Chủ nhiệm Ủy ban Giám sát Quốc gia | 3/2018-10/2022    |                        |
| 94  | Tiêu Tiệp         | | Bộ trưởng Bộ Tài chính |                            | Ủy viên Quốc vụ viện Tổng Thư ký Quốc vụ viện | 3/2018-10/2022    |                        |
| 95  | Tiêu Á Khánh      | | Chủ nhiệm Ủy ban Quản lý Giám sát Tài sản Quốc gia |                            | Bộ trưởng Bộ Công nghiệp và Công nghệ thông tin | 8/2020-9/2022     | Cách chức điều tra     |
| 96  | Ngô Xã Châu       | | Chính ủy Chiến khu Tây bộ Quân Giải phóng Nhân dân |                            | Phó Chủ tịch Ủy ban Đại hội Nhân dân Toàn quốc | 8/2021-10/2022    |                        |
| 97  | Ngô Anh Kiệt      | | Bí thư Khu ủy Khu tự trị Tây Tạng |                            | Phó chủ nhiệm Ủy ban Giáo dục, Khoa học, Văn hóa và Y tế Đại hội Đại biểu Nhân dân Toàn quốc | 10/2021-10/2022   |                        |
| 98  | Ngô Chính Long    | | Tỉnh trưởng Chính phủ Nhân dân tỉnh Giang Tô |                            | Bí thư Tỉnh ủy Giang Tô | 10/2021-10/2022   |                        |
| 99  | Khâu Học Cường    | | Phó Viện trưởng Viện Kiểm soát Nhân dân Tối cao |                            | Phó Chủ nhiệm Ủy ban Xã hội và Pháp luật Ủy ban Toàn quốc Hội nghị Hiệp thương Chính trị Nhân dân | 5/2020-10/2022    |                        |
| 100 | Hà Bình           | | Chính ủy Chiến khu Đông bộ Quân Giải phóng Nhân dân Trung Quốc |                            | Chính ủy Chiến khu Đông bộ Quân Giải phóng Nhân dân Trung Quốc | 10/2017-10/2022   |                        |
| 101 | Hà Lập Phong      | | Chủ nhiệm Ủy ban Cải cách và Phát triển Quốc gia Trung Quốc |                            | Phó Chủ tịch Chính Hiệp Toàn quốc Chủ nhiệm Ủy ban Cải cách và Phát triển Quốc gia Trung Quốc | 10/2017-10/2022   |                        |
| 102 | Ứng Dũng          | | Thị trưởng Chính phủ Nhân dân Thượng Hải |                            | Bí thư Tỉnh ủy Hồ Bắc | 2/2020- 3/2022    |                        |
| 102 | Ứng Dũng          | Phó Chủ nhiệm Ủy ban Hiến pháp và Pháp luật Đại hội đại biểu nhân dân toàn quốc                                                   | Thị trưởng Chính phủ Nhân dân Thượng Hải | 4/2022-9/2022              | |                   |                        |
| 102 | Ứng Dũng          | Phó Viện trưởng Viện Kiểm sát Nhân dân Tối cao                                                                                    | Thị trưởng Chính phủ Nhân dân Thượng Hải | 9/2022-10/2022             | |                   |                        |
| 103 | Lãnh Dung         | | Chủ tịch Hội Nghiên cứu Văn chương Trung ương Đảng |                            | Viện trưởng Viện Nghiên cứu Văn học và Lịch sử Đảng Trung ương Đảng | 3/2018-4/2019     |                        |
| 103 | Lãnh Dung         | Phó Chủ nhiệm Ủy ban Giáo dục, Khoa học, Văn hóa và Y tế Đại hội đại biểu nhân dân toàn quốc                                      | Chủ tịch Hội Nghiên cứu Văn chương Trung ương Đảng | 3/2018-10/2022             | |                   |                        |
| 104 | Uông Dương        | | Phó Tổng lý Quốc vụ viện |                            | Chủ tịch Hội nghị Chính trị Hiệp thương Nhân dân Trung Quốc | 3/2018-10/2022    |                        |
| 105 | Uông Vĩnh Thanh   | | Tổng Thư ký Ủy ban Chính Pháp Trung ương |                            | Phó Chủ tịch Chính Hiệp Toàn quốc | 3/2018-10/2022    |                        |
| 106 | Thẩm Kim Long     | | Tư lệnh Hải quân Quân Giải phóng Nhân dân |                            | Tư lệnh Hải quân Quân Giải phóng Nhân dân | 10/2017-8/2021    |                        |
| 107 | Thẩm Hiểu Minh    | | Tỉnh trưởng Chính phủ Nhân dân Hải Nam |                            | Bí thư Tỉnh ủy Hải Nam | 12/2020-10/2022   |                        |
| 108 | Thẩm Dược Dược    | | Phó Ủy viên trưởng Đại hội đại biểu Nhân dân toàn quốc Trung Quốc Chủ tịch Hội Liên hiệp Phụ nữ Toàn quốc                                                           |                            | Phó Ủy viên trưởng Đại hội đại biểu Nhân dân toàn quốc Trung Quốc Chủ tịch Hội Liên hiệp Phụ nữ Toàn quốc                                                                                                   | 10/2017-10/2022   | nữ                     |
| 109 | Thẩm Đức Vịnh     | | Phó Viện trưởng Pháp viện Tối cao Nhân dân Trung Quốc Chánh án cấp nhất Trung Quốc                                                                                  |                            | Chủ nhiệm Ủy ban Xã hội và Pháp luật Ủy ban Toàn quốc Hội nghị Chính trị Hiệp thương Nhân dân | 6/2018-6/2022     | Tước đảng tịch         |
| 110 | Hoài Tiến Bằng    | | Bí thư Đảng bộ Hiệp hội Khoa học Kỹ thuật Trung Quốc |                            | Bộ trưởng Bộ Giáo dục | 8/2021-10/2022    |                        |
| 111 | Tống Đan          | | Bí thư Ủy ban Chính pháp Quân ủy Trung ương |                            | Bí thư Ủy ban Chính pháp Quân ủy Trung ương | 10/2017-10/2022   |                        |
| 112 | Tống Đào          | | Trưởng ban Ban Liên lạc Đối ngoại Trung ương |                            | Phó chủ nhiệm Ủy ban Giáo dục, Khoa học, Y tế và Thể thao Ủy ban Toàn quốc Hội nghị Hiệp thương Chính trị Nhân dân Trung Quốc                                                                               | 6/2022-10/2022    |                        |
| 113 | Tống Tú Nham      | | Bí thư thứ nhất Hội Liên hiệp Phụ nữ Toàn quốc |                            | Phó Chủ nhiệm Ủy ban Kinh tế Ủy ban Toàn quốc Hội nghị Hiệp thương Chính trị Nhân dân Trung Quốc | 8/2018-10/2022    | nữ                     |
| 114 | Trương Quân       | | Bộ trưởng Bộ Tư pháp |                            | Viện trưởng Viện Kiểm sát Nhân dân Tối cao | 3/2018-10/2022    |                        |
| 115 | Trương Hựu Hiệp   | | Bộ trưởng Bộ Phát triển Trang bị Quân ủy Trung ương |                            | Phó Chủ tịch Quân ủy Trung ương | 10/2017-10/2022   |                        |
| 116 | Trương Thăng Dân  | | Bí thư Ủy ban Kiểm tra Kỷ luật Quân ủy Trung ương |                            | Bí thư Ủy ban Kiểm tra Kỷ luật Quân ủy Trung ương | 10/2017-10/2022   |                        |
| 117 | Trương Khánh Vĩ   | | Bí thư Tỉnh ủy Hắc Long Giang |                            | Bí thư Tỉnh ủy Hồ Nam | 10/2021-10/2022   |                        |
| 118 | Trương Khánh Lê   | | Tổng Thư ký Ủy ban Chính Hiệp Toàn quốc |                            | Phó Chủ tịch thứ nhất Chính Hiệp Toàn quốc | 3/2018-10/2022    |                        |
| 119 | Trương Kỉ Nam     | | Chủ nhiệm Văn phòng Ủy ban Biên chế Cơ cấu Trung ương |                            | Chủ nhiệm Văn phòng Ủy ban Biên chế Cơ cấu Trung ương Bộ trưởng Bộ Nhân lực và An sinh Xã hội | 3/2018-6/2022     |                        |
| 119 | Trương Kỉ Nam     | Phó chủ nhiệm Ủy ban Dân số Tài nguyên và Môi trường Hội nghị Hiệp thương Chính trị Nhân dân Trung Quốc toàn quốc                 | Chủ nhiệm Văn phòng Ủy ban Biên chế Cơ cấu Trung ương | 6/2022-10/2022             | |                   |                        |
| 120 | Trương Quốc Thanh | | Thị trưởng Chính phủ Nhân dân Trùng Khánh |                            | Bí thư Tỉnh ủy Liêu Ninh | 9/2020-10/2022    |                        |
| 121 | Trương Xuân Hiền  | | Phó Trưởng ban Tiểu ban Công tác Lãnh đạo kiến thiết Trung ương Phó Trưởng ban Công tác Điều phối Tân Cương Trung ương                                              |                            | Phó Chủ tịch Ủy ban thường vụ Đại hội đại biểu nhân dân toàn quốc | 3/2018-10/2022    |                        |
| 122 | Trương Hiểu Minh  | | Chủ nhiệm Văn phòng sự vụ Hongkong Macao Quốc vụ viện |                            | Phó Chủ nhiệm Văn phòng sự vụ Hongkong Macao Quốc vụ viện | 2/2020-6/2022     |                        |
| 122 | Trương Hiểu Minh  | Phó Tổng Thư ký Ủy ban Toàn quốc Hội nghị Hiệp thương Chính trị Nhân dân Trung Quốc                                               | Chủ nhiệm Văn phòng sự vụ Hongkong Macao Quốc vụ viện | 6/2022-10/2022             | |                   |                        |
| 123 | Trương Duệ Huỳnh  | | Phó Trưởng ban Ban Công tác Mặt trận Thống nhất Trung ương |                            | Phó chủ nhiệm Ủy ban Dân tộc và Tôn giáo Ủy ban Toàn quốc Hội nghị Hiệp thương Chính trị Nhân dân Trung Quốc                                                                                                | 3/2022-10/2022    |                        |
| 124 | Lục Hạo           | | Tỉnh trưởng Chính phủ Nhân dân Hắc Long Giang |                            | Bộ trưởng Bộ Tài nguyên Tự nhiên | 3/2018-6/2022     |                        |
| 124 | Lục Hạo           | Giám đốc Trung tâm Nghiên cứu Phát triển Quốc vụ viện                                                                             | Tỉnh trưởng Chính phủ Nhân dân Hắc Long Giang | 7/2022-10/2022             | |                   |                        |
| 125 | Trần Hi           | | Phó Trưởng ban Thường vụ Ban Tổ chức Trung ương Đảng |                            | Trưởng ban Ban Tổ chức Trung ương Đảng | 10/2017-10/2022   |                        |
| 125 | Trần Hi           | | Phó Trưởng ban Thường vụ Ban Tổ chức Trung ương Đảng |                            | Trưởng ban Ban Tổ chức Trung ương Đảng | 10/2017-10/2022   |                        |
| 126 | Trần Vũ           | | Chủ tịch Chính phủ Nhân dân Khu tự trị Dân tộc Tráng Quảng Tây |                            | Phó Chủ tịch Ủy ban Tài chính và Kinh tế Đại hội Đại biểu Nhân dân Toàn quốc | 11/2020-10/2022   | Người Tráng            |
| 127 | Trần Hào          | | Bí thư Tỉnh ủy Vân Nam |                            | Phó Chủ nhiệm Ủy ban Dân tộc Đại hội Đại biểu Nhân dân Toàn quốc | 11/2020-10/2022   |                        |
| 128 | Trần Văn Thanh    | | Bộ trưởng Bộ An Ninh Quốc gia |                            | Bộ trưởng Bộ An Ninh Quốc gia | 10/2017-10/2022   |                        |
| 129 | Trần Cát Ninh     | | Thị trưởng Chính phủ Nhân dân Bắc Kinh |                            | Thị trưởng Chính phủ Nhân dân Bắc Kinh | 10/2017-10/2022   |                        |
| 130 | Trần Toàn Quốc    | | Bí thư Khu ủy Khu tự trị Duy Ngô Nhĩ Tân Cương |                            | Phó trưởng ban Ban Chỉ đạo Công tác nông thôn Trung ương Đảng | 6/2022-10/2022    |                        |
| 131 | Trần Cầu Phát     | | Tỉnh trưởng Chính phủ Nhân dân tỉnh Liêu Ninh |                            | Bí thư Tỉnh ủy Liêu Ninh | 10/2017-10/2020   | Người Miêu             |
| 131 | Trần Cầu Phát     | Phó chủ nhiệm Ủy ban Giáo dục, Khoa học, Văn hóa và Y tế Đại hội Đại biểu Nhân dân Toàn quốc                                      | Tỉnh trưởng Chính phủ Nhân dân tỉnh Liêu Ninh | 10/2020-10/2022            | |                   | Người Miêu             |
| 132 | Trần Bảo Sinh     | | Bộ trưởng Bộ Giáo dục |                            | Phó chủ nhiệm Ủy ban Văn hóa, Lịch sử và Học tập Hội nghị Hiệp thương Chính trị Nhân dân Trung Quốc | 8/2021-10/2022    |                        |
| 133 | Trần Nhuận Nhi    | | Tỉnh trưởng Chính phủ Nhân dân Hà Nam |                            | Bí thư Khu ủy Khu tự trị dân tộc Hồi Ninh Hạ | 10/2019-3/2022    |                        |
| 133 | Trần Nhuận Nhi    | Phó chủ nhiệm Ủy ban Nông nghiệp và Nông thôn Đại hội đại biểu nhân dân toàn quốc                                                 | Tỉnh trưởng Chính phủ Nhân dân Hà Nam | 4/2022-10/2022             | |                   |                        |
| 134 | Trần Mẫn Nhĩ      | | Bí thư Thành ủy Trùng Khánh |                            | Bí thư Thành ủy Trùng Khánh | 10/2017-10/2022   |                        |
| 135 | Nurlan Abelmanjen | | Chủ tịch Chính Hiệp Khu tự trị Duy Ngô Nhĩ Tân Cương |                            | Chủ tịch Chính Hiệp Khu tự trị Duy Ngô Nhĩ Tân Cương | 10/2017-10/2022   | Người Kazakh           |
| 136 | Miêu Vu           | | Bộ trưởng Bộ Công nghiệp và Truyền thông |                            | Phó chủ nhiệm Ủy ban Kinh tế Ủy ban Toàn quốc Hội nghị Hiệp thương Chính trị Nhân dân Trung Quốc | 8/2020-10/2022    |                        |
| 137 | Miêu Hoa          | | Chủ nhiệm Bộ Công tác Chính trị Quân ủy Trung ương |                            | Chủ nhiệm Bộ Công tác Chính trị Quân ủy Trung ương | 10/2017-10/2022   |                        |
| 138 | Cẩu Trọng Văn     | | Cục trưởng Tổng cục Thể thao Quốc gia Chủ tịch Ủy ban Olympic Trung Quốc                                                                                            |                            | Phó Chủ nhiệm Ủy ban Dân tộc và Tôn giáo Hội nghị Hiệp thương Chính trị Nhân dân Trung Quốc | 8/2022-10/2022    |                        |
| 139 | Phạm Kiêu Tuấn    | | Chính ủy Chiến khu Bắc bộ Quân Giải phóng Nhân dân |                            | Chính ủy Chiến khu Bắc bộ Quân Giải phóng Nhân dân | 10/2017-1/2022    |                        |
| 140 | Lâm Đạc           | | Bí thư Tỉnh ủy Cam Túc |                            | Phó chủ nhiệm Ủy ban Hoa kiều Đại hội đại biểu nhân dân toàn quốc | 3/2021-10/2022    |                        |
| 141 | Thượng Hoành      | | Phó Tư lệnh Lực lượng chi viện chiến lược Quân Giải phóng Nhân dân                                                                                                  |                            | Phó Tư lệnh Lực lượng chi viện chiến lược Quân Giải phóng Nhân dân | 10/2017-10/2022   |                        |
| 142 | Kim Tráng Long    | | Phó Chủ nhiệm Văn phòng Ủy ban Phát triển Hội nhập Dân sự-Quân sự Trung ương                                                                                        |                            | Bộ Công nghiệp và Công nghệ thông tin | 9/2022-10/2022    |                        |
| 143 | Chu Cường         | | Viện trưởng Pháp viện Nhân dân tối cao Trung Quốc (Chánh án Toàn án Nhân dân Tối cao Trung Quốc)                                                                    |                            | Viện trưởng Pháp viện Nhân dân tối cao Trung Quốc (Chánh án Toàn án Nhân dân Tối cao Trung Quốc) | 10/2017-10/2022   |                        |
| 144 | Chu Á Ninh        | | Tư lệnh binh chủng tên lửa Quân Giải phóng nhân dân |                            | Tư lệnh Quân chủng Tên lửa Chiến lược | 10/2017-1/2022    |                        |
| 145 | Trịnh Hòa         | | Hiệu trưởng Đại học Quốc phòng Quân Giải phóng nhân dân |                            | Chính ủy Đại học Quốc phòng Quân Giải phóng nhân dân | 8/2021-10/2022    |                        |
| 146 | Trịnh Vệ Bình     | | Chính ủy Lực lượng chi viện chiến lược Quân Giải phóng Nhân dân |                            | Phó chủ nhiệm Ủy ban Giáo dục, Khoa học, Văn hóa và Y tế Đại hội đại biểu nhân dân toàn quốc | 2/2021-10/2022    |                        |
| 147 | Trịnh Hiểu Tùng   | | Chủ nhiệm Văn phòng liên lạc Chính phủ nhân dân Trung ương tại đặc khu hành chính Ma Cao                                                                            |                            | Chủ nhiệm Văn phòng liên lạc Chính phủ nhân dân Trung ương tại đặc khu hành chính Ma Cao | 10/2017-10/2018   | Mất khi đang tại nhiệm |
| 148 | Mạnh Tường Phong  | | Phó Bí thư Ủy ban Cơ quan Công tác trực thuộc Trung ương Đảng |                            | Phó Chủ nhiệm Văn phòng Trung ương Đảng | 10/2020-10/2022   |                        |
| 149 | Triệu Lạc Tế      | | Trưởng ban Ban Tổ chức Trung ương Đảng |                            | Bí thư Ủy ban Kiểm tra Kỷ luật Trung ương | 10/2017-10/2022   |                        |
| 150 | Triệu Khắc Chí    | | Bí thư Tỉnh ủy Hà Bắc |                            | Bí thư Đảng ủy Công an Trung ương Đảng | 10/2017-11/2021   |                        |
| 150 | Triệu Khắc Chí    | Ủy viên Quốc vụ viện Bộ trưởng Bộ Công an                                                                                         | Bí thư Tỉnh ủy Hà Bắc | 3/2018-6/2022              | |                   |                        |
| 150 | Triệu Khắc Chí    | Phó Bí thư Ủy ban Chính trị và Pháp luật Trung ương Đảng                                                                          | Bí thư Tỉnh ủy Hà Bắc | 3/2018-10/2022             | |                   |                        |
| 151 | Triệu Tông Kì     | | Tư lệnh Chiến khu Tây Bộ Quân ủy Trung ương |                            | Phó chủ nhiệm Ủy ban Đối ngoại Đại hội đại biểu nhân dân toàn quốc | 2/2021-10/2022    |                        |
| 152 | Hác Bằng          | | Bí thư Đảng ủy Ủy ban Quản lý Giám sát Tài sản Quốc vụ viện |                            | Chủ nhiệm Ủy ban Quản lý Giám sát Tài sản Quốc vụ viện | 5/2019-10/2022    |                        |
| 153 | Hồ Hòa Bình       | | Tỉnh trưởng Chính phủ Nhân dân Thiểm Tây |                            | Bí thư Tỉnh ủy Thiểm Tây | 10/2017-7/2020    |                        |
| 153 | Hồ Hòa Bình       | Bộ trưởng Bộ Văn hóa và Du lịch                                                                                                   | Tỉnh trưởng Chính phủ Nhân dân Thiểm Tây | 8/2020-10/2022             | |                   |                        |
| 154 | Hồ Trạch Quân     | | Tổng Kiểm toán trưởng Tổng Kiểm toán Trung Quốc |                            | Phó chủ nhiệm Ủy ban Dân số, Tài nguyên và Môi trường Ủy ban Toàn quốc Hội nghị Hiệp thương Chính trị Nhân dân Trung Quốc                                                                                   | 6/2020-10/2022    | nữ                     |
| 155 | Hồ Xuân Hoa       | | Bí thư Tỉnh ủy Quảng Đông |                            | Bí thư Tỉnh ủy Quảng Đông | 10/2017           |                        |
| 155 | Hồ Xuân Hoa       | Phó Thủ tướng Quốc vụ viện | Bí thư Tỉnh ủy Quảng Đông | 3/2018-10/2022             | |                   |                        |
| 156 | Hàm Huy           | | Chủ tịch Chính phủ Nhân dân Khu tự trị Dân tộc Hồi Ninh Hạ |                            | Phó chủ nhiệm Ủy ban Hoa kiều Đại hội đại biểu nhân dân toàn quốc | 6/2022-10/2022    | nữ Người Hồi           |
| 157 | Chung Sơn         | | Bộ trưởng Bộ Thương mại |                            | Phó Chủ nhiệm Ủy ban Kinh tế Ủy ban Toàn quốc Hội nghị Hiệp thương Chính trị Nhân dân Trung Quốc | 12/2020-10/2022   |                        |
| 158 | Tín Xuân Ưng      | | Phó Tổng thư ký Ủy ban Thường vụ Nhân Đại Toàn quốc |                            | Phó Chủ nhiệm Ủy ban Hiến pháp và Pháp luật của Đại hội Đại biểu Nhân dân toàn quốc | 6/2022-10/2022    | nữ                     |
| 159 | Hầu Kiến Quốc     | | Cục trưởng Tổng cục Kiểm tra chất lượng Quốc gia |                            | Phó viện trưởng Học viện Khoa học Trung Quốc | 3/2018-12/2020    |                        |
| 159 | Hầu Kiến Quốc     | Chủ tịch Viện Khoa học Trung Quốc                                                                                                 | Cục trưởng Tổng cục Kiểm tra chất lượng Quốc gia | 12/2020-10/2022            | |                   |                        |
| 160 | Lâu Cần Kiệm      | | Bí thư Tỉnh ủy Thiểm Tây |                            | Bí thư Tỉnh ủy Giang Tô | 10/2017-10/2021   |                        |
| 160 | Lâu Cần Kiệm      | Phó Chủ nhiệm Ủy ban Kinh tế Tài chính của Đại hội Đại biểu Nhân dân Toàn quốc                                                    | Bí thư Tỉnh ủy Thiểm Tây | 10/2021-10/2022            | |                   |                        |
| 161 | Losang Jamcan     | | Chủ tịch Nhân Đại Khu tự trị Tây Tạng |                            | Chủ tịch Nhân Đại Khu tự trị Tây Tạng | 10/2017-10/2022   | Người Tạng             |
| 162 | Lạc Huệ Ninh      | | Bí thư Tỉnh ủy Sơn Tây |                            | Phó Chủ nhiệm Ủy ban Kinh tế Tài chính Đại hội đại biểu nhân dân toàn quốc | 11/2019-10/2022   |                        |
| 162 | Lạc Huệ Ninh      | Chủ nhiệm Văn phòng Liên lạc Chính phủ Nhân dân Trung ương tại Hồng Kông                                                          | Bí thư Tỉnh ủy Sơn Tây | 1/2020-10/2022             | |                   |                        |
| 163 | Tần Sinh Tường    | | Chính ủy Quân chủng Hải quân Quân Giải phóng nhân dân |                            | Chính ủy Quân chủng Hải quân Quân Giải phóng nhân dân | 10/2017-1/2022    |                        |
| 164 | Viên Gia Quân     | | Tỉnh trưởng Chính phủ Nhân dân Chiết Giang |                            | Bí thư Tỉnh ủy Chiết Giang | 9/2020-10/2022    |                        |
| 165 | Viên Dự Bách      | | Tư lệnh Chiến khu Nam bộ Quân giải phóng nhân dân |                            | Phó chủ tịch Ủy ban Xây dựng Xã hội Đại hội Đại biểu Nhân dân Toàn quốc | 8/2021-10/2022    |                        |
| 166 | Viên Thự Hoành    | | Bí thư Đảng bộ, Phó Vụ trưởng Vụ Pháp chế Quốc vụ viện |                            | Thứ trưởng Bộ Tư pháp | 3/2018-8/2021     |                        |
| 166 | Viên Thự Hoành    | Phó chủ nhiệm Ủy ban Giáo dục, Khoa học, Sức khỏe và Thể thao Ủy ban Toàn quốc Hội nghị Hiệp thương Chính trị Nhân dân Trung Quốc | Bí thư Đảng bộ, Phó Vụ trưởng Vụ Pháp chế Quốc vụ viện | 9/2021-10/2022             | |                   |                        |
| 167 | Nhiếp Thần Tịch   | | Cục trưởng Cục Báo chí, Xuất bản, Phát thanh, Điện ảnh và Truyền hình Quốc gia                                                                                      |                            | Cục trưởng Cục Phát thanh và Truyền hình Quốc gia | 3/2018-6/2022     |                        |
| 168 | Lật Chiến Thư     | | Chủ nhiệm Văn phòng Trung ương Đảng |                            | Chủ nhiệm Văn phòng Trung ương Đảng | 10/2017-10/2022   |                        |
| 169 | Tiền Tiểu Thiên   | | Phó Chủ tịch Hiệp hội Nhà văn Trung Quốc |                            | Phó chủ nhiệm Ủy ban Văn hóa, Văn học, Lịch sử và Học tập Hội nghị Hiệp thương Chính trị Nhân dân Trung Quốc                                                                                                | 9/2021-10/2022    |                        |
| 170 | Thiết Ngưng       | | Chủ tịch Hội Liên hiệp giới Văn học Nghệ thuật Chủ tịch Hiệp hội Tác gia Trung Quốc                                                                                 |                            | Chủ tịch Hội Liên hiệp giới Văn học Nghệ thuật Chủ tịch Hiệp hội Tác gia Trung Quốc | 10/2017-10/2022   | nữ                     |
| 171 | Nghê Nhạc Phong   | | Phó Tổng cục trưởng Tổng cục hải quan Trung Quốc |                            | Tổng cục trưởng Tổng cục hải quan Trung Quốc | 3/2018-5/2022     |                        |
| 171 | Nghê Nhạc Phong   | Bí thư Tỉnh ủy Hà Bắc | Phó Tổng cục trưởng Tổng cục hải quan Trung Quốc | 5/2022-10/2022             | |                   |                        |
| 172 | Từ Lân            | | Chủ nhiệm Văn phòng Tin tức Internet Quốc vụ viện |                            | Cục trưởng Cục Phát thanh và Truyền hình Quốc gia | 6/2022-10/2022    |                        |
| 173 | Từ Nhạc Giang     | | Bí thư Đảng ủy Liên hiệp Công Thương nghiệp Toàn quốc Trung Quốc Phó Trưởng ban Mặt trận thống nhất Trung ương                                                      |                            | Bí thư Đảng ủy Liên hiệp Công Thương nghiệp Toàn quốc Trung Quốc Phó Trưởng ban Mặt trận thống nhất Trung ương                                                                                              | 10/2017-10/2022   |                        |
| 174 | Từ An Tường       | | Tư lệnh Chiến khu Nam bộ Quân Giải phóng Nhân dân |                            | Phó Tư lệnh Không quân Quân Giải phóng Nhân dân | 2/2018-3/2021     |                        |
| 175 | Cao Tân           | | Tư lệnh Lực lượng chi viện chiến lược Quân Giải phóng Nhân dân |                            | Bộ trưởng Bộ Bảo đảm Hậu cần Quân ủy Trung ương | 8/2019-10/2022    |                        |
| 176 | Quách Thanh Côn   | | Bộ trưởng Bộ Công an |                            | Bí thư Ủy ban Chính trị Pháp luật Trung ương | 10/2017-10/2022   |                        |
| 176 | Quách Thanh Côn   | | Bộ trưởng Bộ Công an |                            | Bí thư Ủy ban Chính trị Pháp luật Trung ương | 10/2017-10/2022   |                        |
| 177 | Quách Thụ Thanh   | | Chủ tịch Ủy ban Quản lý Giám sát tài sản Ngân hàng Trung Quốc |                            | Chủ tịch Ủy ban quản lý ngân hàng và bảo hiểm Trung Quốc | 3/2019-10/2022    |                        |
| 178 | Đường Nhân Kiện   | | Tỉnh trưởng Chính phủ Nhân dân Cam Túc |                            | Bộ trưởng Bộ Nông nghiệp và Nông thôn | 12/2020-10/2022   |                        |
| 179 | Hoàng Minh        | | Thứ trưởng Bộ Công an |                            | Bộ trưởng Bộ Quản lý khẩn cấp | 4/2021-9/2022     |                        |
| 180 | Hoàng Thủ Hoành   | | Chủ nhiệm Văn phòng Nghiên cứu Quốc vụ viện |                            | Chủ nhiệm Văn phòng Nghiên cứu Quốc vụ viện | 10/2017-10/2022   |                        |
| 181 | Hoàng Khôn Minh   | | Chủ nhiệm Văn phòng Ủy ban chỉ đạo kiến thiết Văn minh Tinh thần Trung ương                                                                                         |                            | Trưởng ban Ban Tuyên truyền Trung ương Đảng Chủ nhiệm Văn phòng Ủy ban chỉ đạo kiến thiết Văn minh Tinh thần Trung ương                                                                                     | 10/2017-10/2022   |                        |
| 181 | Hoàng Khôn Minh   | | Chủ nhiệm Văn phòng Ủy ban chỉ đạo kiến thiết Văn minh Tinh thần Trung ương                                                                                         |                            | Trưởng ban Ban Tuyên truyền Trung ương Đảng Chủ nhiệm Văn phòng Ủy ban chỉ đạo kiến thiết Văn minh Tinh thần Trung ương                                                                                     | 10/2017-10/2022   |                        |
| 182 | Hoàng Thụ Hiền    | | Bộ trưởng Bộ Dân Chính |                            | Phó chủ nhiệm Ủy ban Xã hội và Pháp luật Ủy ban Toàn quốc Hội nghị Hiệp thương Chính trị Nhân dân Trung Quốc                                                                                                | 10/2019-10/2022   |                        |
| 183 | Tào Kiến Minh     | | Viện trưởng Viện Kiểm sát Nhân dân Tối cao |                            | Phó Chủ tịch Ủy ban Thường vụ Đại hội đại biểu nhân dân toàn quốc | 3/2018-10/2022    |                        |
| 184 | Cung Chính        | | Tỉnh trưởng Chính phủ Nhân dân Sơn Đông |                            | Thị trưởng Chính phủ Nhân dân Thượng Hải | 4/2020-10/2022    |                        |
| 185 | Thịnh Bân         | | Trưởng ban Ban Động viên Quốc phòng Quân ủy Trung ương |                            | Trưởng ban Ban Động viên Quốc phòng Quân ủy Trung ương | 10/2017-12/2021   |                        |
| 186 | Shohrat Zakir     | | Chủ tịch Chính phủ Nhân dân Khu tự trị Duy Ngô Nhĩ Tân Cương |                            | Phó Chủ tịch Đại hội Đại biểu Nhân dân Toàn quốc | 10/2021-10/2022   | Người Duy Ngô Nhĩ      |
| 187 | Ngạc Cánh Bình    | | Chủ nhiệm Văn phòng Ủy ban Kiến thiết Công trình Điều nước Bắc Nam Quốc vụ viện                                                                                     |                            | Bộ trưởng Bộ Thủy lợi Chủ nhiệm Văn phòng Ủy ban Kiến thiết Công trình Điều nước Bắc Nam Quốc vụ viện | 3/2018-3/2021     |                        |
| 187 | Ngạc Cánh Bình    | Phó chủ nhiệm Ủy ban Dân số, Tài nguyên và Môi trường Ủy ban Toàn quốc Hội nghị Hiệp thương Chính trị Nhân dân Trung Quốc         | Chủ nhiệm Văn phòng Ủy ban Kiến thiết Công trình Điều nước Bắc Nam Quốc vụ viện                                                                                     | 3/2021-10/2022             | |                   |                        |
| 188 | Lộc Tâm Xã        | | Bí thư Tỉnh ủy Giang Tây |                            | Bí thư Khu ủy khu tự trị dân tộc Choang Quảng Tây | 10/2017-10/2021   |                        |
| 188 | Lộc Tâm Xã        | Phó Chủ nhiệm Ủy ban Nông nghiệp và Nông thôn Đại hội đại biểu nhân dân toàn quốc                                                 | Bí thư Tỉnh ủy Giang Tây | 10/2021-10/2022            | |                   |                        |
| 189 | Kham Di Cầm       | | Tỉnh trưởng Chính phủ Nhân dân Quý Châu |                            | Bí thư Tỉnh ủy Quý Châu | 10/2020-10/2022   | nữ Người Bạch          |
| 190 | Bành Thanh Hoa    | | Bí thư Khu ủy Khu tự trị Dân tộc Tráng Quảng Tây |                            | Bí thư Tỉnh ủy tỉnh Tứ Xuyên | 3/2018-4/2022     |                        |
| 190 | Bành Thanh Hoa    | Phó Chủ nhiệm Ủy ban Nông nghiệp và Nông thôn Đại hội đại biểu nhân dân toàn quốc                                                 | Bí thư Khu ủy Khu tự trị Dân tộc Tráng Quảng Tây | 6/2022-10/2022             | |                   |                        |
| 191 | Tưởng Siêu Lương  | | Bí thư Tỉnh ủy Hồ Bắc |                            | Phó Chủ nhiệm Ủy ban Nông nghiệp và Nông thôn Đại hội đại biểu nhân dân toàn quốc | 10/2020-10/2022   |                        |
| 192 | Hàn Chính         | | Bí thư Thành ủy Thượng Hải |                            | Bí thư Thành ủy Thượng Hải | 10/2017           |                        |
| 192 | Hàn Chính         | Phó Thủ tướng thứ nhất Quốc vụ viện                                                                                               | Bí thư Thành ủy Thượng Hải | 3/2018-10/2022             | |                   |                        |
| 193 | Hàn Vệ Quốc       | | Tư lệnh Lục quân Quân Giải phóng Nhân dân |                            | Phó Chủ nhiệm Ủy ban Đối ngoại Đại hội Đại biểu Nhân dân Toàn quốc | 8/2021-10/2022    |                        |
| 194 | Hàn Trường Phú    | | Bộ trưởng Bộ Nông nghiệp |                            | Phó chủ nhiệm Ủy ban Kinh tế Ủy ban Toàn quốc Hội nghị Hiệp thương Chính trị Nhân dân Trung Quốc | 3/2021-10/2022    |                        |
| 195 | Phó Chánh Hoa     | | Thứ trưởng Bộ Công an |                            | Bộ trưởng Bộ Tư pháp | 3/2018-4/2020     | Tước đảng tịch         |
| 196 | Tạ Phục Chiêm     | | Bí thư Tỉnh ủy Hà Nam |                            | Viện trưởng Viện Khoa học xã hội Trung Quốc | 3/2018-5/2022     |                        |
| 196 | Tạ Phục Chiêm     | Phó chủ nhiệm Ủy ban Kinh tế Ủy ban Toàn quốc Hội nghị Hiệp thương Chính trị Nhân dân Trung Quốc                                  | Bí thư Tỉnh ủy Hà Nam | 6/2022-10/2022             | |                   |                        |
| 197 | Lâu Dương Sinh    | | Tỉnh trưởng Chính phủ Nhân dân Sơn Tây |                            | Bí thư Tỉnh ủy Sơn Tây | 11/2019-6/2021    |                        |
| 197 | Lâu Dương Sinh    | Bí thư Tỉnh ủy Hà Nam | Tỉnh trưởng Chính phủ Nhân dân Sơn Tây | 6/2021-10/2022             | |                   |                        |
| 198 | Thái Kỳ           | | Bí thư Thành ủy Bắc Kinh |                            | Bí thư Thành ủy Bắc Kinh | 10/2017-10/2022   |                        |
| 199 | Thái Danh Chiếu   | | Bí thư Đảng ủy Tân Hoa xã |                            | Pphó chủ nhiệm Ủy ban Giáo dục, Khoa học, Sức khỏe và Thể thao Ủy ban Toàn quốc Hội nghị Hiệp thương Chính trị Nhân dân Trung Quốc                                                                          | 11/2020-10/2022   |                        |
| 200 | Lạc Thụ Cương     | | Bộ trưởng Bộ Văn hóa |                            | Bộ trưởng Bộ Văn hóa và Du lịch | 3/2018-8/2020     |                        |
| 200 | Lạc Thụ Cương     | Phó chủ nhiệm Ủy ban Văn hóa, Văn học, Lịch sử và Nghiên cứu Ủy ban toàn quốc Hội nghị Hiệp thương Chính trị Nhân dân Trung Quốc  | Bộ trưởng Bộ Văn hóa | 8/2020-10/2022             | |                   |                        |
| 201 | Lê Hỏa Huy        | | Trưởng ban Ban Quản lý Huấn luyện Quân ủy Trung ương |                            | Trưởng ban Ban Quản lý Huấn luyện Quân ủy Trung ương | 10/2017-12/2021   |                        |
| 202 | Phan Lập Cương    | | Phó Tổng thư ký Chính Hiệp Toàn quốc |                            | Phó chủ nhiệm Ủy ban Dân số, Tài nguyên và Môi trường Ủy ban toàn quốc Hội nghị Hiệp thương Chính trị Nhân dân Trung Quốc                                                                                   | 9/2021-10/2022    |                        |
| 203 | Mục Hồng          | | Phó Chủ nhiệm Văn phòng Tiểu ban Lãnh đạo Cải cách sâu sắc toàn diện Trung ương Phó Chủ nhiệm Ủy ban cải cách và phát triển Trung Quốc                              |                            | Phó Chủ nhiệm Văn phòng Tiểu ban Lãnh đạo Cải cách sâu sắc toàn diện Trung ương Phó Chủ nhiệm Ủy ban cải cách và phát triển Trung Quốc                                                                      | 10/2017-10/2022   |                        |
| 204 | Ngụy Phượng Hòa   | | Tư lệnh Quân chủng Tên lửa Chiến lược |                            | Ủy viên Quân ủy Trung ương Trung Quốc | 10/2017-10/2022   |                        |
| 204 | Ngụy Phượng Hòa   | Ủy viên Quốc vụ viện Bộ trưởng Bộ Quốc phòng                                                                                      | Tư lệnh Quân chủng Tên lửa Chiến lược | 3/2018-10/2022             | |                   |                        |
| 205 | Mã Chính Vũ       | | Chủ tịch Tập đoàn Quản lý Tài sản Dung Thông Trung Quốc |                            | Chủ tịch Tập đoàn Quản lý Tài sản Dung Thông Trung Quốc | 10/2019-10/2022   | Bầu bổ sung            |
| 205 | Mã Vĩ Minh        | | Phó Chủ tịch Hiệp hội Khoa học và Kỹ thuật Trung Quốc |                            | Phó Chủ tịch Hiệp hội Khoa học và Kỹ thuật Trung Quốc | 10/2019-10/2022   | Bầu bổ sung            |

## Ủy viên Dự khuyết Trung ương
| STT | Họ tên             | Chức vụ khi được bầu                                                                                              | Chức vụ khi được bầu | Chức vụ đảm nhiệm | Chức vụ đảm nhiệm | Chức vụ đảm nhiệm | Ghi chú                              |
| STT | Họ tên             | Chức vụ khi được bầu                                                                                              | Chức vụ khi được bầu | Chức vụ           | Chức vụ | Nhiệm kỳ          | Ghi chú                              |
| --- | ------------------ | --- | --- | ----------------- | --- | ----------------- | ------------------------------------ |
| 1   | Mã Chính Vũ        | | Tổng Giám đốc Công ty Hữu hạn Tập đoàn Cổ phần Thông Thành Trung Quốc                                                          |                   | Tổng Giám đốc Công ty Hữu hạn Tập đoàn Cổ phần Thông Thành Trung Quốc | 10/2017-10/2019   | Trở thành Ủy viên Trung ương Đảng    |
| 2   | Mã Vĩ Minh         | | Phó Chủ tịch Ủy ban Toàn quốc Hiệp hội Khoa học Kỹ thuật Trung Quốc                                                            |                   | Phó Chủ tịch Ủy ban Toàn quốc Hiệp hội Khoa học Kỹ thuật Trung Quốc | 10/2017-10/2019   | Trở thành Ủy viên Trung ương Đảng    |
| 3   | Mã Quốc Cường      | | Tổng Giám đốc Công ty Hữu hạn Tập đoàn Sẳt thép Bảo Vũ Trung Quốc                                                              |                   | Tổng Giám đốc Công ty Hữu hạn Tập đoàn Sẳt thép Bảo Vũ Trung Quốc | 10/2017-6/2018    | Người Hồi                            |
| 3   | Mã Quốc Cường      | Phó Bí thư thường trực tỉnh ủy Hồ Bắc Bí thư Thành ủy Vũ Hán                                                      | Tổng Giám đốc Công ty Hữu hạn Tập đoàn Sẳt thép Bảo Vũ Trung Quốc                                                              | 3/2018-2/2020     | |                   |                                      |
| 3   | Mã Quốc Cường      | Phó Chủ tịch Ủy ban Thường vụ Đại hội Nhân dân tỉnh Hồ Bắc                                                        | Tổng Giám đốc Công ty Hữu hạn Tập đoàn Sẳt thép Bảo Vũ Trung Quốc                                                              | 1/2022-10/2022    | |                   |                                      |
| 4   | Vương Ninh         | | Bí thư Thành ủy Phúc Châu |                   | Bí thư Thành ủy Phúc Châu | 10/2017-7/2020    |                                      |
| 4   | Vương Ninh         | Phó bí thư thường trực tỉnh ủy Phúc Kiến                                                                          | Bí thư Thành ủy Phúc Châu | 5/2018-7/2020     | |                   |                                      |
| 4   | Vương Ninh         | Tỉnh trưởng Chính phủ Nhân dân tỉnh Phúc Kiến                                                                     | Bí thư Thành ủy Phúc Châu | 7/2020-10/2021    | |                   |                                      |
| 4   | Vương Ninh         | Bí thư Tỉnh ủy Vân Nam                                                                                            | Bí thư Thành ủy Phúc Châu | 10/2021-10/2022   | |                   |                                      |
| 5   | Vương Vĩnh Khang   | | Bí thư Thành ủy Tây An |                   | Phó Tỉnh trưởng Chính phủ Nhân dân tỉnh Hắc Long Giang | 3/2019-1/2022     |                                      |
| 5   | Vương Vĩnh Khang   | Chủ tịch Ủy bản Thường vụ Đại hội Đại biểu Nhân dân tỉnh Hắc Long Giang                                           | Bí thư Thành ủy Tây An | 1/2022-10/2022    | |                   |                                      |
| 6   | Vương Vĩ Trung     | | Bí thư Thành ủy Thâm Quyến |                   | Tỉnh trưởng Chính phủ Nhân dân tỉnh Quảng Đông | 1/2022-10/2022    |                                      |
| 6   | Vương Vĩ Trung     | Phó bí thư thường trực tỉnh ủy Quảng Đông                                                                         | Bí thư Thành ủy Thâm Quyến | 12/2018-12/2021   | |                   |                                      |
| 7   | Vương Húc Đông     | | Viện trưởng, Bí thư Đảng ủy Viện nghiên cứu Hoàng Đôn                                                                          |                   | Giám đốc Viện Bảo Tàng Cố cung | 4/2019-10/2022    |                                      |
| 8   | Vương Tú Bân       | | Quân đoàn trưởng Quân đoàn 80                                                                                                  |                   | Tham mưu trưởng Chiến khu Đông bộ Quân Giải phóng Nhân dân Trung Quốc | 4/2019-6/2021     |                                      |
| 8   | Vương Tú Bân       | Tư lệnh Chiến khu Nam bộ Quân Giải phóng Nhân dân Trung Quốc                                                      | Quân đoàn trưởng Quân đoàn 80                                                                                                  | 6/2021-10/2022    | |                   |                                      |
| 9   | Vương Quân Chính   | | Bí thư Thành ủy Trường Xuân |                   | Bí thư Ủy ban Chính trị và Pháp luật Khu ủy Tân Cương | 2/2019-9/2020     |                                      |
| 9   | Vương Quân Chính   | Bí thư Binh đoàn Xây dựng và Kiến thiết Tân Cương                                                                 | Bí thư Thành ủy Trường Xuân | 9/2020-10/2021    | |                   |                                      |
| 9   | Vương Quân Chính   | Bí thư Khu ủy Tây Tạng                                                                                            | Bí thư Thành ủy Trường Xuân | 10/2021-10/2022   | |                   |                                      |
| 10  | Vương Xuân Ninh    | | Tư lệnh Khu phòng vệ Bắc Kinh                                                                                                  |                   | Tham mưu trưởng Lực lượng Cảnh sát Vũ trang Nhân dân Trung Quốc | 4/2020-12/2020    |                                      |
| 10  | Vương Xuân Ninh    | Tư lệnh Lực lượng Cảnh sát Vũ trang Nhân dân Trung Quốc                                                           | Tư lệnh Khu phòng vệ Bắc Kinh                                                                                                  | 12/2020-10/2022   | |                   |                                      |
| 11  | Phùng Kiến Hoa     | | Chủ nhiệm cục Chính trị lực lượng chi viện chiến lược                                                                          |                   | Chủ nhiệm cục Chính trị lực lượng chi viện chiến lược | 10/2017-12/2021   |                                      |
| 12  | Qumu Shiha         | | Chủ nhiệm Ủy ban Công tác Nông thôn Tỉnh ủy Tứ Xuyên                                                                           |                   | Bí thư Ủy ban Công tác các Cơ quan Tỉnh ủy Tứ Xuyên | 11/2018-2/2021    | Người Lô Lô                          |
| 12  | Qumu Shiha         | Phó chủ tịch Ủy ban Hiệp thương Chính trị Nhân dân Trung Quốc tỉnh Tứ Xuyên                                       | Chủ nhiệm Ủy ban Công tác Nông thôn Tỉnh ủy Tứ Xuyên                                                                           | 2/2021-10/2022    | |                   | Người Lô Lô                          |
| 13  | Nhậm Học Phong     | | Phó Bí thư thường trực Tỉnh ủy Quảng Đông                                                                                      |                   | Phó Bí thư thường trực Thành ủy Trùng Khánh | 10/2018-10/2019   | Mất khi đang tại nhiệm               |
| 14  | Lưu Ninh           | | Phó Bí thư Tỉnh ủy Thanh Hải Bí thư Ủy ban Chính Pháp Tỉnh ủy Thanh Hải                                                        |                   | Tỉnh trưởng Chính phủ Nhân dân tỉnh Thanh Hải | 10/2018-7/2020    |                                      |
| 14  | Lưu Ninh           | Tỉnh trưởng Chính phủ Nhân dân tỉnh Liêu Ninh                                                                     | Phó Bí thư Tỉnh ủy Thanh Hải Bí thư Ủy ban Chính Pháp Tỉnh ủy Thanh Hải                                                        | 7/2020-10/2021    | |                   |                                      |
| 14  | Lưu Ninh           | Bí thư Tỉnh ủy Quảng Tây                                                                                          | Phó Bí thư Tỉnh ủy Thanh Hải Bí thư Ủy ban Chính Pháp Tỉnh ủy Thanh Hải                                                        | 10/2021-10/2022   | |                   |                                      |
| 15  | Lưu Phát Khánh     | | Tư lệnh Hàng không Không quân Quân giải phóng Nhân dân Trung Quốc                                                              |                   | Phó Tư lệnh Lục quân Quân giải phóng Nhân dân Trung Quốc | 10/2018-12/2021   |                                      |
| 15  | Lưu Phát Khánh     | Trưởng ban Ban Động viên Quốc phòng Quân ủy Trung ương                                                            | Tư lệnh Hàng không Không quân Quân giải phóng Nhân dân Trung Quốc                                                              | 12/2021-10/2022   | |                   |                                      |
| 16  | Lưu Hiểu Khải      | | Trưởng ban Ban Công tác Mặt trận thống nhất Tỉnh ủy Quý Châu                                                                   |                   | Trưởng ban Ban Công tác Mặt trận thống nhất Tỉnh ủy Quý Châu | 10/2017- 11/2018  | Người H'Mông                         |
| 16  | Lưu Hiểu Khải      | Chủ tịch Ủy ban Hội nghị Chính trị Hiệp thương Nhân dân Trung Quốc tỉnh Quý Châu                                  | Trưởng ban Ban Công tác Mặt trận thống nhất Tỉnh ủy Quý Châu                                                                   | 1/2018-10/2022    | |                   | Người H'Mông                         |
| 17  | Nghiêm Kim Hải     | | Phó Tỉnh trưởng Chính phủ Nhân dân Thanh Hải Ủy viên Thường vụ Tỉnh ủy Thanh Hải                                               |                   | Phó Tỉnh trưởng Chính phủ Nhân dân Thanh Hải Ủy viên Thường vụ Tỉnh ủy Thanh Hải | 10/2017-10/2022   | Người Tạng                           |
| 17  | Nghiêm Kim Hải     | Phó Bí thư Khu ủy Tây Tạng                                                                                        | Phó Tỉnh trưởng Chính phủ Nhân dân Thanh Hải Ủy viên Thường vụ Tỉnh ủy Thanh Hải                                               | 7/2020-10/2022    | |                   | Người Tạng                           |
| 17  | Nghiêm Kim Hải     | Bí thư Thành ủy Lhasa                                                                                             | Phó Tỉnh trưởng Chính phủ Nhân dân Thanh Hải Ủy viên Thường vụ Tỉnh ủy Thanh Hải                                               | 1/2021-11/2021    | |                   | Người Tạng                           |
| 17  | Nghiêm Kim Hải     | Chủ tịch Chính phủ Nhân dân Khu tự trị Tây Tạng                                                                   | Phó Tỉnh trưởng Chính phủ Nhân dân Thanh Hải Ủy viên Thường vụ Tỉnh ủy Thanh Hải                                               | 1/2022-10/2022    | |                   | Người Tạng                           |
| 18  | Nghiêm Thực Thiền  | | Trưởng ban Ban Tổ chức Tỉnh ủy An Huy                                                                                          |                   | Ủy viên Thường vụ Khu ủy Quảng Tây Phó chủ tịch Chính phủ Nhân dân khu tự trị người Tráng Quảng Tây | 7/2018-3/2020     | nữ                                   |
| 18  | Nghiêm Thực Thiền  | Phó Giám đốc Văn phòng Liên lạc Chính phủ Nhân dân Trung ương tại Ma Cao                                          | Trưởng ban Ban Tổ chức Tỉnh ủy An Huy                                                                                          | 3/2020-10/2022    | |                   | nữ                                   |
| 19  | Lý Quần            | | Phó Tỉnh trưởng Chính phủ Nhân dân Sơn Đông                                                                                    |                   | Thứ trưởng Bộ Văn hóa và Du lịch | 3/2018-3/2021     |                                      |
| 19  | Lý Quần            | Cục trưởng Cục Quản lý Di sản Văn hóa Quốc gia                                                                    | Phó Tỉnh trưởng Chính phủ Nhân dân Sơn Đông                                                                                    | 3/2021-10/2022    | |                   |                                      |
| 20  | Lý Cảnh Hạo        | | Trưởng ban Ban Công tác Mặt trận thống nhất Tỉnh ủy Cát Lâm                                                                    |                   | Phó chủ tịch Hội nghị hiệp thương chính trị tỉnh Cát Lâm | 10/2021-10/2022   | Người Triều Tiên                     |
| 21  | Dương Ninh         | | Trưởng ban Ban Công tác Mặt trận thống nhất Tỉnh ủy Vân Nam                                                                    |                   | Phó cục trưởng Tổng cục Thể thao Quốc gia | 10/2018-5/2022    | nữ Người Bạch                        |
| 21  | Dương Ninh         | Trưởng ban Ban Công tác Mặt trận thống nhất Tỉnh ủy Vân Nam                                                       | Trưởng ban Ban Công tác Mặt trận thống nhất Tỉnh ủy Vân Nam                                                                    | 5/2022-10/2022    | |                   | nữ Người Bạch                        |
| 22  | Dương Vĩ           | | Phó Chủ nhiệm Ủy ban khoa học kĩ thuật công nghiệp hàng không Trung Quốc Phó viện trưởng viện nghiên cứu hàng không Trung Quốc |                   | Phó Chủ nhiệm Ủy ban khoa học kĩ thuật công nghiệp hàng không Trung Quốc Phó viện trưởng viện nghiên cứu hàng không Trung Quốc                                                                         | 10/2017-10/2022   |                                      |
| 23  | Tiếu Oanh Tử       | | Trưởng ban Tuyên truyên Tỉnh ủy Hải Nam                                                                                        |                   | Phó chủ tịch Hội nghị Hiệp thương Chính trị tỉnh Hải Nam | 1/2022-10/2022    | nữ Người Tráng                       |
| 24  | Ngô Cường          | | Giám đốc Ủy ban Thông tin và Kinh tế tỉnh Quý Châu                                                                             |                   | Phó Tỉnh trưởng Chính phủ Nhân dân tỉnh Quý Châu | 1/2018-8/2021     | Người Động                           |
| 24  | Ngô Cường          | Tổng thư ký Tỉnh ủy Quý Châu Bí thư Thành ủy Tất Tiết                                                             | Giám đốc Ủy ban Thông tin và Kinh tế tỉnh Quý Châu                                                                             | 8/2021-5/2022     | |                   | Người Động                           |
| 24  | Ngô Cường          | Phó Tỉnh trưởng thường trực Chính phủ Nhân dân tỉnh Quý Châu                                                      | Giám đốc Ủy ban Thông tin và Kinh tế tỉnh Quý Châu                                                                             | 5/2022-10/2022    | |                   | Người Động                           |
| 25  | Ngô Tồn Vinh       | | Phó Thị trưởng Chính phủ Nhân dân Trùng Khánh Viện trưởng Học viện hành chính Trùng Khánh                                      |                   | Phó Thị trưởng Chính phủ Nhân dân Trùng Khánh Viện trưởng Học viện hành chính Trùng Khánh | 10/2017-1/2021    |                                      |
| 25  | Ngô Tồn Vinh       | Phó bí thư Thường trực Thành ủy Trùng Khánh                                                                       | Phó Thị trưởng Chính phủ Nhân dân Trùng Khánh Viện trưởng Học viện hành chính Trùng Khánh                                      | 1/2021-5/2022     | |                   |                                      |
| 25  | Ngô Tồn Vinh       | Phó Chủ tịch Ủy ban Thường vụ Đại hội Nhân dân thành phố Trùng Khánh                                              | Phó Thị trưởng Chính phủ Nhân dân Trùng Khánh Viện trưởng Học viện hành chính Trùng Khánh                                      | 1/2022-10/2022    | |                   |                                      |
| 26  | Ngô Kiệt Minh      | | Chính ủy Đại học Quốc phòng |                   | Chính ủy Đại học Quốc phòng | 10/2017-8/2021    |                                      |
| 27  | Ngô Thăng Hoa      | | Phó Bí thư Châu ủy Kiềm Nam Châu trưởng Chính phủ nhân dân Châu tự trị dân tộc Miêu, Bố Y Kiềm Nam                             |                   | Phó Tỉnh trưởng Chính phủ Nhân dân Quý Châu | 10/2020-5/2022    | Người Bố Y                           |
| 27  | Ngô Thăng Hoa      | Bí thư Thành ủy Tất Tiết                                                                                          | Phó Bí thư Châu ủy Kiềm Nam Châu trưởng Chính phủ nhân dân Châu tự trị dân tộc Miêu, Bố Y Kiềm Nam                             | 5/2022-10/2022    | |                   | Người Bố Y                           |
| 28  | Trâu Minh          | | Trưởng ban Tổ chức Tỉnh ủy Quảng Đông                                                                                          |                   | Phó Trưởng ban Tổ chức Trung ương | 1/2019-10/2022    |                                      |
| 29  | Thẩm Xuân Diệu     | | Chủ nhiệm Ủy ban Công tác Pháp chế Ủy ban Thường vụ Đại hội Đại biểu Nhân dân Toàn quốc Trung Quốc                             |                   | Chủ nhiệm Ủy ban Luật cơ bản đặc khu hành chính Hồng Kông thuộc Ủy ban Thường vụ Nhân Đại Trung Quốc Chủ nhiệm Ủy ban Luật cơ bản đặc khu hành chính Ma Cao thuộc Ủy ban Thường vụ Nhân Đại Trung Quốc | 3/2018-10/2022    |                                      |
| 30  | Tống Quốc Quyền    | | Bí thư Thành ủy Hợp Phì |                   | Phó Chủ tịch Đại hội Đại biểu Nhân dân tỉnh An Huy | 5/2020-10/2022    |                                      |
| 31  | Trương Quảng Quân  | | Hiệu trưởng Đại học Đông Nam                                                                                                   |                   | Thứ trưởng Bộ Khoa học và Công nghệ | 11/2021-10/2022   |                                      |
| 32  | Trương Ngọc Trác   | | Bí thư Khu ủy Tân Hải - Thiên Tân                                                                                              |                   | Chủ tịch Tập đoàn Hóa dầu Trung Quốc | 1/2020-7/2021     |                                      |
| 32  | Trương Ngọc Trác   | Chủ tịch Hiệp hội Khoa học và Công nghệ Trung Quốc                                                                | Bí thư Khu ủy Tân Hải - Thiên Tân                                                                                              | 8/2021-10/2022    | |                   |                                      |
| 33  | Trương Chí Phân    | | Chủ nhiệm Trung tâm Khởi động Vệ tinh Tửu Tuyền                                                                                |                   | Chủ nhiệm Trung tâm Khởi động Vệ tinh Tửu Tuyền | 10/2017-10/2022   |                                      |
| 34  | Trương Chấn Trung  | | Phó Tư lệnh Lực lượng Tên lửa Quân đội Giải phóng Nhân dân                                                                     |                   | Phó Tham mưu trưởng Bộ Tham mưu Quân ủy Trung ương | 3/2022-10/2022    |                                      |
| 35  | Trương Kính Hoa    | | Bí thư Thành ủy Nam Kinh |                   | Phó bí thư Thường trực Tỉnh ủy Giang Tô | 2/2021-11/2021    | Tước đảng tịch do vi phạm tham nhũng |
| 35  | Trương Kính Hoa    | Phó bí thư Đảng bộ Hội nghị Hiệp thương Chính trị tỉnh Giang Tô                                                   | Bí thư Thành ủy Nam Kinh | 11/2021-5/2022    | |                   | Tước đảng tịch do vi phạm tham nhũng |
| 36  | Trần Cương         | | Phó Tỉnh trưởng Chính phủ nhân dân tỉnh Hà Bắc Bí thư Khu ủy Hùng An Tân                                                       |                   | Phó Bí thư Tỉnh ủy Hà Bắc Bí thư Khu ủy Hùng An Tân | 10/2020-12/2020   |                                      |
| 36  | Trần Cương         | Phó Chủ tịch, Bí thư thứ nhất Ban Bí thư của Tổng Công hội Trung Quốc                                             | Phó Tỉnh trưởng Chính phủ nhân dân tỉnh Hà Bắc Bí thư Khu ủy Hùng An Tân                                                       | 12/2020-10/2022   | |                   |                                      |
| 37  | Trần Nhất Tân      | | Phó Bí thư Thường trực Tỉnh ủy Hồ Bắc Bí thư Thành ủy Vũ Hán                                                                   |                   | Tổng thư ký Ủy ban Chính Pháp Trung ương | 3/2018-10/2022    |                                      |
| 38  | Trần Hải Ba        | | Phó Bí thư Tỉnh ủy Hắc Long Giang                                                                                              |                   | Phó chủ tịch Hội nghị hiệp thương chính trị tỉnh Hắc Long Giang | 1/2022-10/2022    |                                      |
| 39  | Lâm Thiếu Xuân     | | Phó Tỉnh trưởng Chính phủ Nhân dân tỉnh Quảng Đông                                                                             |                   | Phó bí thư Thường trực Khu ủy Nội Mông | 3/2019-11/2021    |                                      |
| 39  | Lâm Thiếu Xuân     | Phó Chủ tịch Ủy ban thường vụ Đại hội đại biểu nhân dân khu tự trị Nội Mông                                       | Phó Tỉnh trưởng Chính phủ Nhân dân tỉnh Quảng Đông                                                                             | 1/2022-10/2022    | |                   |                                      |
| 40  | Hàng Nghĩa Hồng    | | Bí thư Đảng ủy Học viện Vật lý Kỹ thuật Trung Quốc                                                                             |                   | Bí thư Đảng ủy Học viện Vật lý Kỹ thuật Trung Quốc | 10/2017-10/2022   |                                      |
| 41  | Âu Dương Hiểu Bình | | Viện trưởng Học viện Công trình và Tài liệu Khoa học Đại học Tương Đàm                                                         |                   | Viện trưởng Học viện Công trình và Tài liệu Khoa học Đại học Tương Đàm | 10/2017-10/2022   |                                      |
| 42  | Norbu Dondrup      | | Phó Chủ tịch Chính phủ Nhân dân Khu tự trị Tây Tạng                                                                            |                   | Phó Chủ tịch Ủy ban thường vụ Đại hội đại biểu nhân dân khu tự trị Tây Tạng | 1/2021-10/2022    | Người Tạng                           |
| 43  | La Hồng Giang      | | Châu trưởng Châu tự trị người Thái Tây Song Bản Nạp                                                                            |                   | Phó Chủ tịch Ủy ban thường vụ Đại hội đại biểu nhân dân tỉnh Vân Nam | 3/2021-10/2022    | Người Thái                           |
| 44  | La Thanh Vũ        | | Bí thư Thành ủy Thái Nguyên |                   | Phó Chủ tịch Ủy ban thường vụ Đại hội đại biểu nhân dân tỉnh Sơn Tây | 1/2022-10/2022    |                                      |
| 45  | Kim Đông Hàn       | | Hiệu trưởng Đại học Thượng Hải                                                                                                 |                   | Hiệu trưởng Đại học Thiên Tân | 5/2019-10/2022    |                                      |
| 46  | Chu Ba             | | Phó Thị trưởng Chính phủ Nhân dân Thượng Hải                                                                                   |                   | Phó bí thư Thường trực Tỉnh ủy Liêu Ninh | 2/2019-1/2021     |                                      |
| 46  | Chu Ba             | Chủ tịch Hội nghị Hiệp thương Chính trị Nhân dân Trung Quốc tỉnh Liêu Ninh                                        | Phó Thị trưởng Chính phủ Nhân dân Thượng Hải                                                                                   | 1/2021-10/2022    | |                   |                                      |
| 47  | Chu Kỳ             | | Phó chủ tịch Viện Hàn lâm Khoa học Trung Quốc                                                                                  |                   | Phó chủ tịch của Viện Hàn lâm Khoa học Trung Quốc | 10/2017-10/2022   |                                      |
| 48  | Chu Nãi Tường      | | Bí thư Thành ủy Tô Châu |                   | Chủ tịch Tập đoàn Kiến trúc Trung Quốc | 9/2019-10/2021    |                                      |
| 48  | Chu Nãi Tường      | Tỉnh trưởng Chính phủ Nhân dân tỉnh Sơn Đông                                                                      | Bí thư Thành ủy Tô Châu | 10/2021-10/2022   | |                   |                                      |
| 49  | Quan Khánh         | | Bí thư Đảng bộ Tập đoàn Kiến trúc Trung Quốc                                                                                   |                   | Bí thư Đảng bộ Tập đoàn Kiến trúc Trung Quốc | 10/2017-9/2019    | Mất khi đang tại nhiệm (3/2020)      |
| 50  | Triệu Ngọc Phái    | | Viện trưởng Bệnh viện Đại học Y Bắc Kinh                                                                                       |                   | Chủ tịch Hiệp hội Y khoa Trung Quốc | 5/2021-10/2022    |                                      |
| 51  | Triệu Ái Minh      | | Trưởng ban Tổ chức Tỉnh ủy Giang Tây                                                                                           |                   | Phó chủ nhiệm Ủy ban Giám sát và Quản lý Tài sản Nhà nước Quốc vụ viện | 2/2019-11/2021    | nữ                                   |
| 52  | Triệu Đức Minh     | | Trưởng ban Ban Mặt trận Thống nhất Khu ủy Khu tự trị Quảng Tây                                                                 |                   | Bí thư Thành ủy Quý Dương | 4/2018-9/2021     | người Dao                            |
| 52  | Triệu Đức Minh     | Trưởng ban Ban Mặt trận Thống nhất Khu ủy Khu tự trị Quý Châu                                                     | Trưởng ban Ban Mặt trận Thống nhất Khu ủy Khu tự trị Quảng Tây                                                                 | 9/2021-5/2022     | |                   | người Dao                            |
| 52  | Triệu Đức Minh     | Phó chủ tịch Hội nghị Hiệp thương Chính trị tỉnh Quý Châu                                                         | Trưởng ban Ban Mặt trận Thống nhất Khu ủy Khu tự trị Quảng Tây                                                                 | 1/2022-10/2022    | |                   | người Dao                            |
| 53  | Hác Bình           | | Bí thư Đảng bộ Đại học Bắc Kinh                                                                                                |                   | Hiệu trưởng Đại học Bắc Kinh | 10/2018-6/2022    |                                      |
| 54  | Hồ Văn Dung        | | Trưởng ban Ban Tổ chức Thành ủy Trùng Khánh                                                                                    |                   | Trưởng ban Ban Tổ chức Thành ủy Thượng Hải | 12/2020-10/2022   |                                      |
| 55  | Hồ Hoành Hoa       | | Chủ nhiệm Ủy ban Giám sát và Quản lý Tài sản Nhà nước Chính phủ nhân dân tỉnh Hồ Nam Bí thư Thành ủy Trường Sa                 |                   | Phó bí thư Thường trực Tỉnh ủy Thiểm Tây | 10/2020-12/2021   |                                      |
| 55  | Hồ Hoành Hoa       | Thị trưởng Chính quyền Nhân dân Thành phố Trùng Kháhh                                                             | Chủ nhiệm Ủy ban Giám sát và Quản lý Tài sản Nhà nước Chính phủ nhân dân tỉnh Hồ Nam Bí thư Thành ủy Trường Sa                 | 12/2021-10/2022   | |                   |                                      |
| 56  | Đoàn Xuân Hoa      | | Phó Thị trưởng Chính phủ Nhân dân Thành phố Thiên Tân                                                                          |                   | Chủ nhiệm Ủy ban Thường vụ Nhân Đại Thiên Tân | 1/2018-10/2022    |                                      |
| 57  | Vũ Quang           | | Phó Chủ nhiệm Bộ Công tác Chính trị Quân ủy Trung ương                                                                         |                   | Phó Chính ủy Lực lượng Tên lửa Quân Giải phóng Nhân dân Trung Quốc | 7/2018-12/2021    |                                      |
| 58  | Khương Chí Cương   | | Phó Bí thư Khu ủy Khu tự trị Hồi Ninh Hạ Bí thư Thành ủy Ngân Xuyên                                                            |                   | Phó Bí thư Khu ủy Khu tự trị Hồi Ninh Hạ Bí thư Thành ủy Ngân Xuyên | 10/2017-1/2021    |                                      |
| 59  | Hạ Đông Phong      | | Chủ tịch HĐQT kiêm Bí thư Đảng bộ Công ty TNHH Thương mại Máy bay Trung Quốc                                                   |                   | Chủ tịch HĐQT kiêm Bí thư Đảng bộ Công ty TNHH Thương mại Máy bay Trung Quốc | 10/2017-10/2022   |                                      |
| 60  | Hạ Quân Khoa       | | Bí thư Trung ương Đoàn Chủ tịch Hội Liên hiệp Thanh niên Toàn quốc Trung Hoa                                                   |                   | Bí thư Thứ nhất Trung ương Đoàn Thanh niên Cộng sản Trung Quốc | 6/2018-10/2022    |                                      |
| 61  | Cổ Ngọc Mai        | | Phó Tỉnh trưởng Chính quyền Nhân dân tỉnh Hắc Long Giang                                                                       |                   | Trưởng Ban Tuyên giáo Tỉnh ủy Hắc Long Giang | 2/2019-5/2022     | nữ                                   |
| 61  | Cổ Ngọc Mai        | Chủ tịch Liên đoàn Công đoàn tỉnh Hắc Long Giang                                                                  | Phó Tỉnh trưởng Chính quyền Nhân dân tỉnh Hắc Long Giang                                                                       | 1/2022-10/2022    | |                   | nữ                                   |
| 62  | Từ Trung Ba        | | Chính ủy Chiến khu Tây bộ |                   | Chính ủy lực lượng bảo đảm liên hợp hậu cần Quân ủy Trung ương | 6/2018-7/2020     |                                      |
| 62  | Từ Trung Ba        | Chính ủy Lực lượng Tên lửa Quân Giải phóng Nhân dân                                                               | Chính ủy Chiến khu Tây bộ | 7/2020-10/2022    | |                   |                                      |
| 63  | Từ Hải Vinh        | | Bí thư Thành ủy Urumqi |                   | Bí thư Thành ủy Nam Ninh | 10/2021-4/2022    |                                      |
| 63  | Từ Hải Vinh        | Trưởng ban Ban Công tác Mặt trận Thống nhất Tỉnh ủy Sơn Đông                                                      | Bí thư Thành ủy Urumqi | 4/2022-10/2022    | |                   |                                      |
| 64  | Từ Tân Vinh        | | Bí thư Thành ủy Diên An |                   | Trưởng ban Ban Công tác Mặt trận Thống nhất Tỉnh ủy Thiểm Tây | 1/2021-1/2022     |                                      |
| 64  | Từ Tân Vinh        | chủ tịch Hội nghị Hiệp thương Chính trị tỉnh Thiểm Tây                                                            | Bí thư Thành ủy Diên An | 1/2022-10/2022    | |                   |                                      |
| 65  | Cao Quảng Tân      | | Phó Bí thư Thường trực Tỉnh ủy Cát Lâm                                                                                         |                   | Phó chủ nhiệm Ủy ban thường vụ Đại hội đại biểu nhân dân tỉnh Cát Lâm | 1/2022-10/2022    |                                      |
| 66  | Quách Đông Minh    | | Hiệu trưởng Đại học Công nghiệp Đại Liên                                                                                       |                   | Chủ tịch Hiệp hội Khoa học và Công nghệ Liêu Ninh | 11/2018-10/2022   |                                      |
| 67  | Đường Nhất Quân    | | Phó Bí thư Tỉnh ủy kiêm Tỉnh trưởng Chính phủ Nhân dân tỉnh Liêu Ninh                                                          |                   | Bộ trưởng Bộ Tư pháp | 4/2020-10/2022    |                                      |
| 68  | Đường Đăng Kiệt    | | Thứ trưởng Bộ Công nghiệp và Truyền thông                                                                                      |                   | Phó Bí thư Tỉnh ủy kiêm Tỉnh trưởng Chính phủ Nhân dân tỉnh Phúc Kiến | 1/2018-7/2020     |                                      |
| 68  | Đường Đăng Kiệt    | Bộ trưởng Bộ Dân chính                                                                                            | Thứ trưởng Bộ Công nghiệp và Truyền thông                                                                                      | 2/2022-10/2022    | |                   |                                      |
| 68  | Đường Đăng Kiệt    | Phó Giám đốc Ủy ban Cải cách và Phát triển Quốc gia                                                               | Thứ trưởng Bộ Công nghiệp và Truyền thông                                                                                      | 7/2020-2/2022     | |                   |                                      |
| 69  | Hoàng Dân Cường    | | Viện sĩ Học viện Khoa học Trung Quốc                                                                                           |                   | Viện sĩ Học viện Khoa học Trung Quốc | 10/2017-10/2022   |                                      |
| 70  | Hoàng Quốc Hiển    | | Tư lệnh Không quân Chiến khu Đông bộ                                                                                           |                   | Tư lệnh Không quân Chiến khu Đông bộ | 10/2017-6/2021    |                                      |
| 71  | Hoàng Lị Tân       | | Phó Tỉnh ủy Thường trực Giang Tô                                                                                               |                   | Phó Tỉnh ủy Thường trực Giang Tô Chủ tịch Chính Hiệp Giang Tô | 1/2018-1/2022     | nữ                                   |
| 71  | Hoàng Lị Tân       | Chủ tịch Chính Hiệp Chiết Giang                                                                                   | Phó Tỉnh ủy Thường trực Giang Tô                                                                                               | 1/2022-10/2022    | |                   | nữ                                   |
| 72  | Hoàng Hiểu Vi      | | Phó Bí thư Thường trực Tỉnh ủy Sơn Tây                                                                                         |                   | Phó Bí thư Thường trực Tỉnh ủy Sơn Tây kiêm Chủ tịch Chính Hiệp Sơn Tây | 1/2018-8/2018     | nữ                                   |
| 72  | Hoàng Hiểu Vi      | Bí thư Đảng bộ Hội Liên hiệp Phụ nữ Trung Quốc                                                                    | Phó Bí thư Thường trực Tỉnh ủy Sơn Tây                                                                                         | 8/2018-10/2022    | |                   | nữ                                   |
| 73  | Tào Kiến Quốc      | | Bí thư Đảng ủy kiêm Chủ tịch Tập đoàn Hàng không Trung Quốc                                                                    |                   | Bí thư Đảng ủy kiêm Chủ tịch Tập đoàn Hàng không Trung Quốc | 10/2017-10/2022   |                                      |
| 74  | Thường Đinh Cầu    | | Phó Tư lệnh Chiến khu Nam bộ                                                                                                   |                   | Phó Tham mưu trưởng Bộ Tham mưu Quân ủy Trung ương | 12/2017-8/2021    |                                      |
| 74  | Thường Đinh Cầu    | Tư lệnh Lực lượng Không quân Quân Giải phóng Nhân dân Trung Quốc                                                  | Phó Tư lệnh Chiến khu Nam bộ                                                                                                   | 8/2021-10/2022    | |                   |                                      |
| 75  | Thôi Ngọc Trung    | | Phó Tư lệnh Hạm đội Đông Hải kiêm Tư lệnh Binh đoàn Không quân Hạm đội Đông Hải                                                |                   | Phó Tham mưu trưởng Lực lượng Hải quân | 4/2020-12/2020    |                                      |
| 75  | Thôi Ngọc Trung    | Phó Tư lệnh Bộ Tư lệnh Chiến khu Đông bộ                                                                          | Phó Tư lệnh Hạm đội Đông Hải kiêm Tư lệnh Binh đoàn Không quân Hạm đội Đông Hải                                                | 12/2020-6/2021    | |                   |                                      |
| 75  | Thôi Ngọc Trung    | Phó Tư lệnh Lực lượng Hải quân                                                                                    | Phó Tư lệnh Hạm đội Đông Hải kiêm Tư lệnh Binh đoàn Không quân Hạm đội Đông Hải                                                | 6/2021-10/2022    | |                   |                                      |
| 76  | Ma Chấn Quân       | | Phó Tư lệnh Không quân Quân Giải phóng Nhân dân                                                                                |                   | Phó Tư lệnh Không quân Quân Giải phóng Nhân dân | 10/2017-3/2021    |                                      |
| 77  | Lương Điền Canh    | | Trưởng ban Tổ chức Tỉnh ủy Hà Bắc                                                                                              |                   | Phó chủ tịch Hội nghị Hiệp thương Chính trị tỉnh Hà Bắc | 1/2020-10/2022    |                                      |
| 78  | Khấu Vĩ            | | Tổng giám đốc Tổng công ty lưới điện Quốc gia                                                                                  |                   | Chủ tịch Tập đoàn Đại Đường Trung Quốc | 1/2020-10/2022    | Người Bạch                           |
| 79  | Bành Kim Huy       | | Phó Bí thư Đảng bộ kiêm Chủ tịch Đại học Khoa học và Công nghệ Côn Minh                                                        |                   | Phó Tỉnh trưởng Chính phủ Nhân dân tỉnh Hải Nam | 1/2018-12/2020    | Người Lô Lô                          |
| 79  | Bành Kim Huy       | Trưởng ban Tổ chức Tỉnh ủy Hải Nam                                                                                | Phó Bí thư Đảng bộ kiêm Chủ tịch Đại học Khoa học và Công nghệ Côn Minh                                                        | 10/2018-12/2020   | |                   | Người Lô Lô                          |
| 79  | Bành Kim Huy       | Trưởng ban Tổ chức Thành ủy Trùng Khánh                                                                           | Phó Bí thư Đảng bộ kiêm Chủ tịch Đại học Khoa học và Công nghệ Côn Minh                                                        | 12/2020-5/2022    | |                   | Người Lô Lô                          |
| 79  | Bành Kim Huy       | Phó Trưởng ban Tổ chức Trung ương Đảng                                                                            | Phó Bí thư Đảng bộ kiêm Chủ tịch Đại học Khoa học và Công nghệ Côn Minh                                                        | 5/2022-10/2022    | |                   | Người Lô Lô                          |
| 80  | Trình Liên Nguyên  | | Bí thư Thành ủy Côn Minh |                   | Phó chủ tịch Hội nghị Hiệp thương Chính trị tỉnh Vân Nam | 1/2022-10/2022    |                                      |
| 81  | Phó Hưng Quốc      | | Cục trưởng Cục Công vụ Quốc gia                                                                                                |                   | Cục trưởng Cục Công vụ Quốc gia | 10/2017-7/2022    |                                      |
| 82  | Tạ Xuân Đào        | | Phó Tổng thư ký Viện Lịch sử Đảng Cộng sản Trung Quốc                                                                          |                   | Phó Hiệu trưởng Học viện Chính trị Quốc gia | 6/2022-10/2022    |                                      |
| 83  | Lam Thiên Lập      | | Phó Bí thư Tỉnh ủy kiêm Phó Chủ tịch Chính phủ Nhân dân Khu tự trị Choang Quảng Tây                                            |                   | Phó Bí thư Tỉnh ủy kiêm Chủ tịch Chính Hiệp Quảng Tây | 1/2018-10/2020    | Người Tráng                          |
| 83  | Lam Thiên Lập      | Chủ tịch Chính phủ Nhân dân Khu tự trị dân tộc Choang Quảng Tây                                                   | Phó Bí thư Tỉnh ủy kiêm Phó Chủ tịch Chính phủ Nhân dân Khu tự trị Choang Quảng Tây                                            | 10/2020-10/2022   | |                   | Người Tráng                          |
| 84  | Thái Kiếm Giang    | | Bí thư Đảng bộ kiêm Tổng công ty Hàng không Trung Quốc Chủ tịch Air China                                                      |                   | Tổng thư ký kiêm Chánh văn phòng Ủy ban Quản lý giao thông không lưu Trung ương Trung Quốc | 10/2020-10/2022   |                                      |
| 85  | Bùi Kim Giai       | | Bí thư Thành ủy Hạ Môn |                   | Phó chủ nhiệm Văn phòng sự vụ Đài Loan Trung ương Đảng Phó Chủ nhiệm Văn phòng sự vụ Đài Loan Quốc vụ viện                                                                                             | 11/2018-6/2022    |                                      |
| 85  | Bùi Kim Giai       | Bộ trưởng Bộ Cựu chiến binh                                                                                       | Bí thư Thành ủy Hạ Môn | 6/2022-10/2022    | |                   |                                      |
| 86  | Đàm Tác Quân       | | Bí thư Thành ủy Đại Liên |                   | Phó chủ nhiệm Ủy ban Giám sát và Quản lý tài sản nhà nước Quốc vụ viện | 6/2021-10/2022    |                                      |
| 87  | Đái Hậu Lương      | | Tổng Giám đốc Tập đoàn Hoá dầu Trung Quốc                                                                                      |                   | Chủ tịch Tập đoàn Dầu khí Quốc gia Trung Quốc | 1/2020-10/2022    |                                      |
| 87  | Đái Hậu Lương      | Chủ tịch Tập đoàn Hóa dầu Trung Quốc                                                                              | Tổng Giám đốc Tập đoàn Hoá dầu Trung Quốc                                                                                      | 5/2018-1/2020     | |                   |                                      |
| 88  | Vu Thiệu Lương     | | Trưởng ban Tổ chức Tỉnh ủy Hồ Bắc                                                                                              |                   | Trưởng ban Tổ chức Thành ủy Thượng Hải | 7/2018-12/2020    |                                      |
| 88  | Vu Thiệu Lương     | Phó bí thư Thường trực Thành ủy Thượng Hải Bí thư Ủy ban Chính trị và Pháp luật Thành ủy Thượng Hải               | Trưởng ban Tổ chức Tỉnh ủy Hồ Bắc                                                                                              | 10/2020-2/2022    | |                   |                                      |
| 88  | Vu Thiệu Lương     | Tổng biên tập Nhân dân nhật báo                                                                                   | Trưởng ban Tổ chức Tỉnh ủy Hồ Bắc                                                                                              | 2/2022-10/2022    | |                   |                                      |
| 89  | Mã Thuận Thanh     | | Phó Chủ tịch Chính phủ Nhân dân Khu tự trị Hồi Ninh Hạ                                                                         |                   | Phó Thị trưởng Chính phủ Nhân dân Thiên Tân | 3/2018-1/2022     | người Hồi                            |
| 89  | Mã Thuận Thanh     | Phó Chủ nhiệm Ủy ban Thường vụ Đại hội Nhân dân thành phố Thiên Tân                                               | Phó Chủ tịch Chính phủ Nhân dân Khu tự trị Hồi Ninh Hạ                                                                         | 2/2022-10/2022    | |                   | người Hồi                            |
| 90  | Vương Hoành        | | Cục trưởng Cục Hải dương Quốc gia                                                                                              |                   | Cục trưởng Cục Hải dương Quốc gia | 10/2017-10/2022   |                                      |
| 91  | Vương Triệu Lực    | | Bí thư Thành ủy Cáp Nhĩ Tân |                   | Phó chủ nhiệm Ủy ban Thường vụ Đại hội Nhân dân tỉnh Hắc Long Giang | 1/2022-10/2022    |                                      |
| 92  | Vương Kinh Thanh   | | Phó Chủ tịch Học viện Khoa học Xã hội Trung Quốc                                                                               |                   | Phó chủ nhiệm Ủy ban Giáo dục, Khoa học, Y tế và Thể thao Ủy ban Toàn quốc Hội nghị Hiệp thương Chính trị Nhân dân Trung Quốc                                                                          | 6/2021-10/2022    |                                      |
| 93  | Vương Hiểu Vân     | | Chủ tịch China Mobile |                   | Chủ tịch China Mobile | 10/2017-10/2022   | nữ                                   |
| 94  | Vương Ân Đông      | | Phó giám đốc Ủy ban chuyên trách Điện toán đám mây Trung Quốc Viện Điện tử, Học viện Kỹ thuật Trung Quốc                       |                   | Phó giám đốc Ủy ban chuyên trách Điện toán đám mây Trung Quốc Viện Điện tử, Học viện Kỹ thuật Trung Quốc                                                                                               | 10/2017-10/2022   |                                      |
| 95  | Phương Hướng       | | Chính ủy Học viện Khoa học Quân sự Quân đội Giải phóng nhân dân Trung Quốc                                                     |                   | Chính ủy Học viện Khoa học Quân sự Quân đội Giải phóng nhân dân Trung Quốc | 10/2017-12/2020   |                                      |
| 96  | Khổng Xương Sinh   | | Trưởng ban Tổ chức Tỉnh ủy Hà Nam                                                                                              |                   | Phó Bí thư Tỉnh ủy Hà Nam | 7/2021-11/2021    |                                      |
| 96  | Khổng Xương Sinh   | Phó Chủ nhiệm Ủy ban Thường vụ Đại hội Nhân dân tỉnh Hà Nam                                                       | Trưởng ban Tổ chức Tỉnh ủy Hà Nam                                                                                              | 1/2022-10/2022    | |                   |                                      |
| 97  | Đặng Tiểu Cương    | | Hiệu trưởng Đại học Công nghệ Quốc phòng                                                                                       |                   | Phó chủ tịch Học viện Khoa học Quân sự | 12/2019-10/2022   |                                      |
| 98  | Erkin Tuniyaz      | | Phó Chủ tịch Chính phủ Khu tự trị Duy Ngô Nhĩ                                                                                  |                   | Chủ tịch Chính phủ Khu tự trị Duy Ngô Nhĩ | 1/2022-10/2022    | Người Duy Ngô Nhĩ                    |
| 99  | Thạch Chính Lộ     | | Phó Tư lệnh Chiến khu Bắc bộ                                                                                                   |                   | Tư lệnh Lục quân Chiến khu Bắc bộ | 12/2020-10/2022   |                                      |
| 100 | Thân Trường Vũ     | | Cục trưởng cục sở hữu trí tuệ Nhà nước                                                                                         |                   | Cục trưởng cục sở hữu trí tuệ Nhà nước | 10/2017-10/2022   |                                      |
| 101 | Phùng Chính Lâm    | | Cục trưởng cục hàng không dân dụng Trung Quốc                                                                                  |                   | Cục trưởng cục hàng không dân dụng Trung Quốc | 10/2017-7/2022    |                                      |
| 102 | Lã Quân            | | Tổng giám đốc Tổng công ty quản lý dự trữ lương thực Trung Quốc                                                                |                   | Chủ tịch Tập đoàn Ngũ cốc, Dầu và Thực phẩm Trung Quốc | 7/2018-10/2022    |                                      |
| 103 | Lí Giai            | | Phó bí thư Khu ủy Khu tự trị Nội Mông                                                                                          |                   | Phó bí thư Khu ủy Khu tự trị kiêm Chủ tịch Chính Hiệp Khu tự trị Nội Mông | 1/2018-1/2019     | Miễn nhiệm do vi phạm điều lệ Đảng   |
| 103 | Lí Giai            | Chủ tịch Chính Hiệp Sơn Tây                                                                                       | Phó bí thư Khu ủy Khu tự trị Nội Mông                                                                                          | 1/2019-8/2022     | |                   | Miễn nhiệm do vi phạm điều lệ Đảng   |
| 104 | Lý Ngọc Siêu       | | Phó Tham mưu trưởng Lực lượng Tên lửa Chiến lược                                                                               |                   | Tham mưu trưởng Lực lượng Tên lửa Chiến lược | 4/2020-1/2022     |                                      |
| 104 | Lý Ngọc Siêu       | Tư lệnh Lực lượng Tên lửa Chiến lược                                                                              | Phó Tham mưu trưởng Lực lượng Tên lửa Chiến lược                                                                               | 1/2022-10/2022    | |                   |                                      |
| 105 | Lí Hiểu Ba         | | Chủ tịch tập đoàn sắt thép Thái Nguyên                                                                                         |                   | Phó Chủ tịch Chính Hiệp tỉnh Sơn Tây | 1/2018-10/2022    |                                      |
| 105 | Lí Hiểu Ba         | Thị trưởng Chính phủ Nhân dân Thành phố Thái Nguyên                                                               | Chủ tịch tập đoàn sắt thép Thái Nguyên                                                                                         | 1/2019-10/2020    | |                   |                                      |
| 106 | Dương Quang Dược   | | Phó Tư lệnh Lực lượng Cảnh sát vũ trang Nhân dân Trung Quốc                                                                    |                   | Phó Tư lệnh Lực lượng Cảnh sát vũ trang Nhân dân Trung Quốc | 10/2017-6/2021    | Người Naxi                           |
| 107 | Ngô Triều Huy      | | Hiệu trưởng Đại học Chiết Giang                                                                                                |                   | Hiệu trưởng Đại học Chiết Giang | 10/2017-10/2022   |                                      |
| 108 | Hà Nhã Linh        | | Viện sĩ Học viện Khoa học Trung Quốc                                                                                           |                   | Viện sĩ Học viện Khoa học Trung Quốc | 10/2017-10/2022   | nữ                                   |
| 109 | Trương Công        | | Phó Thị trưởng Chính phủ Nhân dân Bắc Kinh                                                                                     |                   | Phó bí thư Tổng Công hội Toàn quốc Trung Quốc | 10/2018-8/2020    |                                      |
| 109 | Trương Công        | Cục trưởng Cục Quản lý Nhà nước về Quản lý Thị trường                                                             | Phó Thị trưởng Chính phủ Nhân dân Bắc Kinh                                                                                     | 8/2020-6/2022     | |                   |                                      |
| 109 | Trương Công        | Thị trưởng Chính phủ Nhân dân Thiên Tân                                                                           | Phó Thị trưởng Chính phủ Nhân dân Bắc Kinh                                                                                     | 5/2022-10/2022    | |                   |                                      |
| 110 | Trương Giang Đinh  | | Bí thư Thành ủy Thanh Đảo |                   | Trưởng ban Ban Công tác Mặt trận Thống nhất Tỉnh ủy Sơn Đông | 1/2019-4/2022     |                                      |
| 110 | Trương Giang Đinh  | Phó Chủ tịch Ủy ban Thường vụ Đại hội Đại biểu Nhân dân tỉnh Sơn Đông                                             | Bí thư Thành ủy Thanh Đảo | 1/2022-10/2022    | |                   |                                      |
| 111 | Trương Phúc Hải    | | Cục trưởng Cục Xuất bản phát hành Ngoại văn Trung Quốc                                                                         |                   | Trưởng ban Ban Tuyên truyền Tỉnh ủy Liêu Ninh | 5/2018-5/2020     |                                      |
| 111 | Trương Phúc Hải    | Trưởng ban Ban Tuyên truyền Tỉnh ủy Quảng Đông                                                                    | Cục trưởng Cục Xuất bản phát hành Ngoại văn Trung Quốc                                                                         | 5/2020-3/2021     | |                   |                                      |
| 111 | Trương Phúc Hải    | Tổng thư ký Tỉnh ủy Quảng Đông                                                                                    | Cục trưởng Cục Xuất bản phát hành Ngoại văn Trung Quốc                                                                         | 7/2020-6/2022     | |                   |                                      |
| 111 | Trương Phúc Hải    | Trưởng ban Ban Tổ chức Tỉnh ủy Quảng Đông                                                                         | Cục trưởng Cục Xuất bản phát hành Ngoại văn Trung Quốc                                                                         | 11/2021-10/2022   | |                   |                                      |
| 112 | Trần Húc           | | Bí thư Đảng bộ Đại học Thanh Hoa                                                                                               |                   | Chủ nhiệm Văn phòng Kiều vụ Quốc vụ viện | 6/2022-10/2022    | nữ                                   |
| 113 | Trần Tứ Thanh      | | Chủ tịch Ngân hàng Trung Quốc                                                                                                  |                   | Chủ tịch Ngân hàng Công thương Trung Quốc | 4/2019-10/2022    |                                      |
| 114 | Phạm Nhuệ Bình     | | Bí thư Thành ủy Thành Đô |                   | Bí thư Ủy ban Chính trị và Pháp luật Tỉnh ủy Cát Lâm | 8/2021-6/2022     |                                      |
| 114 | Phạm Nhuệ Bình     | Chủ tịch Ủy ban Thường vụ Đại hội nhân dân tỉnh Cát Lâm                                                           | Bí thư Thành ủy Thành Đô | 7/2022-10/2022    | |                   |                                      |
| 115 | Dịch Cương         | | Phó Thống đốc Ngân hàng Nhân dân Trung Quốc                                                                                    |                   | Thống đốc Ngân hàng Nhân dân Trung Quốc | 3/2018-10/2022    |                                      |
| 116 | Dịch Hội Mãn       | | Chủ tịch Ngân hàng Công thương Trung Quốc                                                                                      |                   | Chủ tịch Ủy ban Điều tiết Chứng khoán Trung Quốc | 1/2019-10/2022    |                                      |
| 117 | Dịch Luyện Hồng    | | Bí thư Thành ủy Thẩm Dương |                   | Bí thư Thành ủy Thẩm Dương | 10/2017- 7/2018   |                                      |
| 117 | Dịch Luyện Hồng    | Phó Bí thư thường trực Tỉnh ủy Liêu Ninh                                                                          | Bí thư Thành ủy Thẩm Dương | 5/2018-7/2018     | |                   |                                      |
| 117 | Dịch Luyện Hồng    | Tỉnh trưởng Chính phủ Nhân dân tỉnh Giang Tây                                                                     | Bí thư Thành ủy Thẩm Dương | 8/2018-10/2021    | |                   |                                      |
| 117 | Dịch Luyện Hồng    | Bí thư Tỉnh ủy Giang Tây                                                                                          | Bí thư Thành ủy Thẩm Dương | 10/2021-10/2022   | |                   |                                      |
| 117 | Dịch Luyện Hồng    | Chủ tịch Ủy ban Thường vụ Đại hội Nhân dân tỉnh Giang Tây                                                         | Bí thư Thành ủy Thẩm Dương | 1/2022-10/2022    | |                   |                                      |
| 118 | Triệu Hoan         | | Giám đốc Ngân hàng Nông nghiệp Trung Quốc                                                                                      |                   | Thứ trưởng Bộ Văn hóa và Du lịch | 3/2018-9/2018     |                                      |
| 118 | Triệu Hoan         | Chủ tịch Ngân hàng Phát triển Trung Quốc                                                                          | Giám đốc Ngân hàng Nông nghiệp Trung Quốc                                                                                      |                   | | 3/2018-9/2018     |                                      |
| 119 | Triệu Nhất Đức     | | Bí thư Thành ủy Hàng Châu |                   | Phó Bí thư thường trực Tỉnh ủy Hà Bắc | 3/2018-10/2022    |                                      |
| 119 | Triệu Nhất Đức     | Phó Bí thư Tỉnh ủy Thiểm Tây                                                                                      | Bí thư Thành ủy Hàng Châu | 7/2020-10/2022    | |                   |                                      |
| 119 | Triệu Nhất Đức     | Tỉnh trưởng Chính phủ nhân dân tỉnh Thiểm Tây                                                                     | Bí thư Thành ủy Hàng Châu | 8/2020-10/2022    | |                   |                                      |
| 120 | Chung Đăng Hoa     | | Hiệu trưởng Đại học Thiên Tân                                                                                                  |                   | Thứ trưởng Bộ Giáo dục | 2/2019-10/2022    |                                      |
| 121 | Tín Trường Tinh    | | Phó Bí thư Tỉnh ủy An Huy |                   | Phó Bí thư Tỉnh ủy An Huy | 10/2017-7/2020    |                                      |
| 121 | Tín Trường Tinh    | Phó Bí thư Tỉnh ủy Thanh Hải                                                                                      | Phó Bí thư Tỉnh ủy An Huy | 7/2020-3/2022     | |                   |                                      |
| 121 | Tín Trường Tinh    | Tỉnh trưởng Chính phủ Nhân dân tỉnh Thanh Hải                                                                     | Phó Bí thư Tỉnh ủy An Huy | 8/2020-3/2022     | |                   |                                      |
| 121 | Tín Trường Tinh    | Bí thư Tỉnh ủy Thanh Hải                                                                                          | Phó Bí thư Tỉnh ủy An Huy | 3/2022-10/2022    | |                   |                                      |
| 121 | Tín Trường Tinh    | Chủ tịch Ủy ban Thường vụ Đại hội Đại biểu Nhân dân tỉnh Thanh Hải                                                | Phó Bí thư Tỉnh ủy An Huy | 5/2022-10/2022    | |                   |                                      |
| 122 | Thi Tiểu Lâm       | | Trưởng ban Mặt trận Thống nhất Thành ủy Thượng Hải                                                                             |                   | Trưởng ban Ban Tuyên truyền Tỉnh ủy Giang Tây | 5/2018-8/2021     | nữ                                   |
| 122 | Thi Tiểu Lâm       | Bí thư Thành ủy Thành Đô                                                                                          | Trưởng ban Mặt trận Thống nhất Thành ủy Thượng Hải                                                                             | 8/2021-10/2022    | |                   | nữ                                   |
| 123 | Tiền Trí Dân       | | Giám đốc Tập đoàn Công nghiệp Nguyên tử Trung Quốc                                                                             |                   | Chủ tịch Tập đoàn đầu tư điện quốc gia Trung Quốc | 1/2018-10/2022    |                                      |
| 124 | Quách Minh Nghĩa   | | Phó Chủ tịch Liên đoàn Công đoàn toàn Trung Quốc                                                                               |                   | Phó Chủ tịch Liên đoàn Công đoàn toàn Trung Quốc | 10/2017-10/2022   |                                      |
| 125 | Đường Hoa Tuấn     | | Viện trưởng Viện Khoa học Nông nghiệp Trung Quốc                                                                               |                   | Viện trưởng Viện Khoa học Nông nghiệp Trung Quốc | 10/2017-10/2022   |                                      |
| 126 | Đường Lương Trí    | | Phó Bí thư Thành ủy Trùng Khánh                                                                                                |                   | Phó Bí thư Thành ủy Trùng Khánh Thị trưởng Chính phủ Nhân dân Trùng Khánh | 1/2018-12/2021    |                                      |
| 126 | Đường Lương Trí    | Chủ tịch Hội nghị Hiệp thương Chính trị tỉnh An Huy                                                               | Phó Bí thư Thành ủy Trùng Khánh                                                                                                | 1/2022-10/2022    | |                   |                                      |
| 127 | Hoàng Chí Hiền     | | Phó Tổng thư ký Ủy ban toàn quốc Hội nghị Hiệp thương Chính trị Nhân dân Trung Quốc                                            |                   | Phó Chủ tịch Hội liên hiệp Hoa kiều về nước toàn Trung Quốc | 8/2018-10/2022    |                                      |
| 128 | Cát Huệ Quân       | | Trưởng ban Tuyên truyền Tỉnh ủy Chiết Giang                                                                                    |                   | Chủ tịch Hội nghị Hiệp thương Chính trị Nhân dân Trung Quốc tỉnh Chiết Giang | 1/2018-1/2022     | nữ                                   |
| 128 | Cát Huệ Quân       | Chủ tịch Hội nghị Hiệp thương Chính trị Nhân dân Trung Quốc tỉnh Sơn Đông                                         | Trưởng ban Tuyên truyền Tỉnh ủy Chiết Giang                                                                                    | 1/2022-10/2022    | |                   | nữ                                   |
| 129 | Cảnh Tuấn Hải      | | Phó Bí thư Thành ủy Bắc Kinh                                                                                                   |                   | Tỉnh trưởng Chính phủ Nhân dân tỉnh Cát Lâm | 1/2018-11/2020    |                                      |
| 129 | Cảnh Tuấn Hải      | Chủ tịch Ủy ban Thường vụ Đại hội Đại biểu Nhân dân tỉnh Cát Lâm                                                  | Phó Bí thư Thành ủy Bắc Kinh                                                                                                   | 1/2021-10/2022    | |                   |                                      |
| 129 | Cảnh Tuấn Hải      | Bí thư Tỉnh ủy Cát Lâm                                                                                            | Phó Bí thư Thành ủy Bắc Kinh                                                                                                   | 11/2020-10/2022   | |                   |                                      |
| 130 | Trình Lệ Hoa       | | Bí thư Ủy ban Giáo dục Thành ủy Thiên Tân                                                                                      |                   | Thứ trưởng bộ Tài chính | 4/2018-4/2021     | nữ                                   |
| 130 | Trình Lệ Hoa       | Phó bí thư Tỉnh ủy An Huy                                                                                         | Bí thư Ủy ban Giáo dục Thành ủy Thiên Tân                                                                                      | 4/2021-10/2022    | |                   | nữ                                   |
| 131 | Phó Tự Ứng         | | Phó Bí thư Đảng bộ kiêm thứ trưởng Bộ Thương mại Đại biểu Đàm phán Quốc tế mậu dịch Bộ Thương mại                              |                   | Chủ nhiệm Văn phòng liên lạc Chính phủ nhân dân Trung ương tại đặc khu hành chính Ma Cao | 12/2018-5/2022    |                                      |
| 131 | Phó Tự Ứng         | Phó chủ nhiệm Ủy ban Đối ngoại Đại hội đại biểu nhân dân toàn quốc Trung Quốc                                     | Phó Bí thư Đảng bộ kiêm thứ trưởng Bộ Thương mại Đại biểu Đàm phán Quốc tế mậu dịch Bộ Thương mại                              | 6/2022-10/2022    | |                   |                                      |
| 132 | Tiêu Ngạn Long     | | Bí thư Thành ủy Đường Sơn |                   | Trưởng ban Tuyên truyền Tỉnh ủy Hà Bắc | 12/2017-3/2021    |                                      |
| 132 | Tiêu Ngạn Long     | Phó chủ nhiệm Ủy ban thường vụ Đại hội Đại biểu Nhân dân tỉnh Hà Bắc                                              | Bí thư Thành ủy Đường Sơn | 2/2021-10/2022    | |                   |                                      |
| 133 | Lôi Phàm Bồi       | | Chủ tịch Tập đoàn Khoa học và Công nghệ Vũ trụ Trung Quốc                                                                      |                   | Chủ tịch Tập đoàn Khoa học và Công nghệ Vũ trụ Trung Quốc | 10/2017-3/2018    |                                      |
| 133 | Lôi Phàm Bồi       | Chủ tịch kiêm Bí thư Đảng ủy Tổng công ty Đóng tàu Nhà nước Trung Quốc                                            | Chủ tịch Tập đoàn Khoa học và Công nghệ Vũ trụ Trung Quốc                                                                      | 3/2018-10/2019    | |                   |                                      |
| 133 | Lôi Phàm Bồi       | Chủ tịch kiêm Bí thư đảng đoàn của Tập đoàn Đóng tàu Nhà nước Trung Quốc                                          | Chủ tịch Tập đoàn Khoa học và Công nghệ Vũ trụ Trung Quốc                                                                      | 10/2019-10/2022   | |                   |                                      |
| 134 | Thận Hải Hùng      | | Trưởng ban Tuyên truyền Tỉnh ủy Quảng Đông                                                                                     |                   | Phó trưởng ban tuyên truyền Trung ương Đảng Giám đốc Đài truyền hình Trung ương Trung Quốc | 3/2018-10/2022    |                                      |
| 135 | Thái Tùng Đào      | | Bí thư Huyện ủy Lan Khảo |                   | Bí thư Thành ủy Tín Dương | 12/2021-10/2022   |                                      |
| 136 | Nhan Hiểu Đông     | | Chủ nhiệm Ban Công tác Chính trị Lực lượng Cảnh sát Vũ trang Nhân dân Trung Quốc                                               |                   | Phó chính ủy cảnh sát vũ trang Nhân dân Trung Quốc | 7/2018-10/2022    |                                      |
| 137 | Phan Công Thăng    | | Cục trưởng Cục quản lý ngoại hối Quốc gia                                                                                      |                   | Cục trưởng Cục quản lý ngoại hối Quốc gia | 10/2017-10/2022   |                                      |
| 138 | Mã Đình Lễ         | | Trưởng ban Công tác Mặt trận Thống nhất Tỉnh ủy Cam Túc                                                                        |                   | Phó Chủ tịch Ủy ban thường vụ Đại hội Đại biểu Nhân dân tỉnh Cam Túc | 1/2022-10/2022    | Người Hồi                            |
| 139 | Vương Hải          | | Tư lệnh Hạm đội Nam Hải Hải quân Quân Giải phóng Nhân dân Trung Quốc                                                           |                   | Tư lệnh Hạm đội Nam Hải Hải quân Quân Giải phóng Nhân dân Trung Quốc | 10/2017-10/2022   |                                      |
| 140 | Vương Hi           | | Phó Chủ tịch Hiệp hội Khoa học và Công nghệ Trung Quốc Chủ nhiệm Viện Nghiên cứu Cao cấp Thượng Hải                            |                   | Thứ trưởng Bộ Khoa học và Công nghệ | 5/2019-8/2020     |                                      |
| 140 | Vương Hi           | Phó Tỉnh trưởng Chính phủ nhân dân tỉnh Quảng Đông                                                                | Phó Chủ tịch Hiệp hội Khoa học và Công nghệ Trung Quốc Chủ nhiệm Viện Nghiên cứu Cao cấp Thượng Hải                            | 8/2020-10/2022    | |                   |                                      |
| 141 | Vương Ấn Phương    | | Quân đoàn trưởng Quân đoàn 71 Lục quân                                                                                         |                   | Tư lệnh Lục quân Chiến khu Bắc bộ | 1/2018-4/2020     |                                      |
| 141 | Vương Ấn Phương    | Cục trưởng Cục Hậu cần Quân khu Thẩm Dương                                                                        | Quân đoàn trưởng Quân đoàn 71 Lục quân                                                                                         | 4/2020-10/2022    | |                   |                                      |
| 142 | Vương Diễm Linh    | | Trưởng ban Tuyên truyền Tỉnh ủy Hồ Bắc                                                                                         |                   | Bí thư Ủy ban Chính trị và Pháp luật Tỉnh ủy Hồ Bắc | 7/2020-6/2022     | nữ                                   |
| 142 | Vương Diễm Linh    | Phó Chủ tịch Ủy ban thường vụ Đại hội đại biểu nhân dân tỉnh Hồ Bắc                                               | Trưởng ban Tuyên truyền Tỉnh ủy Hồ Bắc                                                                                         | 1/2022-10/2022    | |                   | nữ                                   |
| 143 | Mao Vạn Xuân       | | Phó Bí thư Tỉnh ủy Thiểm Tây                                                                                                   |                   | chủ tịch Hội nghị Hiệp thương Chính trị tỉnh Hải Nam | 1/2018-10/2022    |                                      |
| 144 | Ô Lan              | | Phó Bí thư Tỉnh ủy Hồ Nam |                   | Phó chủ tịch Hội nghị Hiệp thương Chính trị tỉnh Hồ Nam | 1/2022-10/2022    | Nữ Người Mông Cổ                     |
| 145 | Doãn Hoằng         | | Phó Bí thư Thành ủy Thượng Hải                                                                                                 |                   | Phó Bí thư Thành ủy Thượng Hải Phó Viện trưởng thứ nhất Viện Cán bộ Phố Đông | 11/2017-12/2019   |                                      |
| 145 | Doãn Hoằng         | Tỉnh trưởng Chính phủ Nhân dân tỉnh Hà Nam                                                                        | Phó Bí thư Thành ủy Thượng Hải                                                                                                 | 12/2019-4/2021    | |                   |                                      |
| 145 | Doãn Hoằng         | Bí thư Tỉnh ủy Cam Túc                                                                                            | Phó Bí thư Thành ủy Thượng Hải                                                                                                 | 3/2021-10/2022    | |                   |                                      |
| 145 | Doãn Hoằng         | Chủ tịch Ủy ban thường vụ Đại hội đại biểu nhân dân tỉnh Cam Túc                                                  | Phó Bí thư Thành ủy Thượng Hải                                                                                                 | 4/2021-10/2022    | |                   |                                      |
| 146 | Điền Quốc Lập      | | Bí thư Đảng ủy Ngân hàng Xây dựng Trung Quốc                                                                                   |                   | Bí thư Đảng ủy Ngân hàng Xây dựng Trung Quốc | 10/2017-10/2022   |                                      |
| 147 | Lạc Ngọc Thành     | | Phó Chủ nhiệm Văn phòng Đối ngoại Trung ương                                                                                   |                   | Thứ trưởng Bộ Ngoại giao | 3/2018-6/2022     |                                      |
| 147 | Lạc Ngọc Thành     | Phó Cục trưởng Cục Quản lý Phát thanh và Truyền hình Nhà nước                                                     | Phó Chủ nhiệm Văn phòng Đối ngoại Trung ương                                                                                   | 6/2022-10/2022    | |                   |                                      |
| 148 | Lưu Thạch Tuyền    | | Chủ tịch Viện Khoa học và Công nghiệp Hàng không Trung Quốc                                                                    |                   | Chủ tịch kiêm bí thư đảng đoàn Tổng công ty Công nghiệp và Khoa học Hàng không Vũ trụ Trung Quốc | 5/2022-10/2022    |                                      |
| 149 | Tôn Đại Vĩ         | | Phó Bí thư Tỉnh ủy Quảng Tây                                                                                                   |                   | Chủ tịch Hội nghị Hiệp thương Chính trị Nhân dân Trung Quốc tỉnh Quảng Tây | 1/2021-10/2022    |                                      |
| 150 | Âm Hòa Tuấn        | | Phó Thị trưởng Chính phủ Nhân dân Bắc Kinh                                                                                     |                   | Phó bí thư thường trực thành ủy Thiên Tân | 10/2018-11/2020   |                                      |
| 150 | Âm Hòa Tuấn        | Phó chủ tịch Viện Khoa học Trung Quốc                                                                             | Phó Thị trưởng Chính phủ Nhân dân Bắc Kinh                                                                                     | 11/2020-10/2022   | |                   |                                      |
| 151 | Trần Thanh         | | Trưởng ban Tuyên truyền Tỉnh ủy Cam Túc                                                                                        |                   | Phó Chủ tịch Hội nghị Hiệp thương Chính trị Nhân dân Trung Quốc tỉnh Cam Túc | 1/2020-10/2022    | nữ                                   |
| 152 | Hồ Xương Thăng     | | Trưởng ban Tổ chức Tỉnh ủy Phúc Kiến                                                                                           |                   | Bí thư Thành ủy Hạ Môn | 2/2019-1/2021     |                                      |
| 152 | Hồ Xương Thăng     | Tỉnh trưởng Chính phủ Nhân dân tỉnh Hắc Long Giang                                                                | Trưởng ban Tổ chức Tỉnh ủy Phúc Kiến                                                                                           | 2/2021-10/2022    | |                   |                                      |
| 153 | Tào Thục Mẫn       | | Bí thư Thành ủy Ưng Đàm |                   | Bí thư Đảng ủy Đại học Khoa học Hàng không Bắc Kinh | 12/2017-12/2021   | nữ                                   |
| 153 | Tào Thục Mẫn       | Phó Chủ nhiệm Văn phòng Ủy ban An ninh mạng và Thông tin Trung ương                                               | Bí thư Thành ủy Ưng Đàm | 12/2021-10/2022   | |                   | nữ                                   |
| 154 | Cù Kiến Dân        | | Phó Giám đốc Tập đoàn Bảo hiểm nhân thọ Trung Quốc                                                                             |                   | Giám đốc Tập đoàn Bảo hiểm nhân thọ Trung Quốc | 12/2017-7/2020    |                                      |
| 154 | Cù Kiến Dân        | Chủ tịch Tập đoàn Thương Cục Chiêu                                                                                | Phó Giám đốc Tập đoàn Bảo hiểm nhân thọ Trung Quốc                                                                             | 7/2020-10/2022    | |                   |                                      |
| 155 | Ngụy Cương         | | Tư lệnh Hải quân Chiến khu Đông bộ                                                                                             |                   | Tư lệnh Hải quân Chiến khu Đông bộ | 10/2017-6/2022    |                                      |
| 156 | Vương Huỳnh        | | Phó Bí thư Tỉnh ủy Hà Nam |                   | Chủ tịch Chính Hiệp Trùng Khánh | 1/2018-10/2022    |                                      |
| 157 | Vương Văn Đào      | | Phó Bí thư Thường trực Tỉnh ủy Sơn Đông                                                                                        |                   | Tỉnh trưởng Chính phủ Nhân dân Hắc Long Giang | 3/2018-12/2020    |                                      |
| 157 | Vương Văn Đào      | Bộ trưởng Bộ Thương mại                                                                                           | Phó Bí thư Thường trực Tỉnh ủy Sơn Đông                                                                                        | 12/2020-10/2022   | |                   |                                      |
| 158 | Mao Vĩ Minh        | | Phó Tỉnh trưởng Chính phủ Nhân dân tỉnh Giang Tây                                                                              |                   | Chủ tịch Tổng công ty Lưới điện Nhà nước của Trung Quốc | 1/2020-11/2020    |                                      |
| 158 | Mao Vĩ Minh        | Tỉnh trưởng Chính phủ Nhân dân tỉnh Hải Nam                                                                       | Phó Tỉnh trưởng Chính phủ Nhân dân tỉnh Giang Tây                                                                              | 11/2020-10/2022   | |                   |                                      |
| 159 | Đặng Tiểu Cương    | | Phó Bí thư Tỉnh ủy Tứ Xuyên |                   | Thứ trưởng Bộ Nông nghiệp và Nông thôn | 10/2021-10/2022   |                                      |
| 160 | Nhậm Hồng Bân      | | Chủ tịch kiêm Phó Bí thư Đảng bộ Tập đoàn Công nghiệp Máy móc Quốc gia Trung Quốc                                              |                   | Phó chủ nhiệm Ủy ban giám sát và quản lý tài sản nhà nước Quốc vụ viện | 12/2018-6/2022    |                                      |
| 160 | Nhậm Hồng Bân      | Trưởng tiểu ban Giám sát kiểm tra kỷ luật, kiểm toán tại Ủy ban giám sát và quản lý tài sản nhà nước Quốc vụ viện | Chủ tịch kiêm Phó Bí thư Đảng bộ Tập đoàn Công nghiệp Máy móc Quốc gia Trung Quốc                                              | 6/2022-10/2022    | |                   |                                      |
| 161 | Lí Tĩnh            | | Trưởng ban Mặt trận Thống nhất Tỉnh ủy Tứ Xuyên                                                                                |                   | Trưởng ban Mặt trận Thống nhất Thành ủy Trùng Khánh | 1/2018-6/2022     | nữ                                   |
| 161 | Lí Tĩnh            | Phó Chủ tịch Hội nghị Hiệp thương Chính trị Nhân dân Trùng Khánh                                                  | Trưởng ban Mặt trận Thống nhất Tỉnh ủy Tứ Xuyên                                                                                | 1/2022-10/2022    | |                   | nữ                                   |
| 162 | Lí Ứng Hồng        | | Giám đốc Phòng thí nghiệm Trọng tâm Plasma Hàng không Quốc gia, Đại học Kỹ thuật Không quân                                    |                   | Giám đốc Phòng thí nghiệm Trọng tâm Plasma Hàng không Quốc gia, Đại học Kỹ thuật Không quân | 10/2017-10/2022   |                                      |
| 163 | Ngô Hiểu Quang     | | Giám đốc Viện công nghiệp tàu thủy 701 Trung Quốc                                                                              |                   | Phó tổng giám đốc Tập đoàn Đóng tàu Nhà nước Trung Quốc | 10/2019-10/2022   |                                      |
| 164 | Tống Ngư Thủy      | | Phó Chủ tịch Liên đoàn Phụ nữ Trung Quốc                                                                                       |                   | Phó Chủ tịch Liên đoàn Phụ nữ Trung Quốc | 10/2017-10/2022   | nữ                                   |
| 165 | Thỏa Chấn          | | Phó Trưởng ban Tuyên truyền Trung ương                                                                                         |                   | Tổng biên tập Nhân dân nhật báo | 4/2018-10/2020    |                                      |
| 165 | Thỏa Chấn          | Giám đốc Nhân dân nhật báo                                                                                        | Phó Trưởng ban Tuyên truyền Trung ương                                                                                         | 10/2020-10/2022   | |                   |                                      |
| 166 | Phan Nhạc          | | Phó viện trưởng thứ nhất Học viện Xã hội chủ nghĩa Trung ương                                                                  |                   | Phó trưởng ban Ban Công tác Mặt trận Thống nhất Trung ương Giám đốc Văn phòng Công tác Hoa kiều Quốc vụ viện                                                                                           | 10/2020-6/2022    |                                      |
| 166 | Phan Nhạc          | Phó trưởng ban Ban Công tác Mặt trận Thống nhất Trung ương Chủ nhiệm Ủy ban Dân tộc Nhà nước                      | Phó viện trưởng thứ nhất Học viện Xã hội chủ nghĩa Trung ương                                                                  | 6/2022-10/2022    | |                   |                                      |
| 167 | Đinh Nghiệp Hiện   | | Phó Bí thư Khu ủy Khu tự trị Tây Tạng                                                                                          |                   | Phó chủ tịch Ủy ban Thường vụ Đại hội Đại biểu Nhân dân Khu tự trị Tây Tạng | 1/2021-10/2022    |                                      |
| 168 | Vương Lị Hà        | | Trưởng ban Mặt trận Thống nhất Khu ủy Khu tự trị Nội Mông                                                                      |                   | Chủ tịch Chính phủ Nhân dân Khu tự trị Nội Mông | 8/2021-10/2022    | nữ Người Mông cổ                     |
| 169 | Ninh Cát Triết     | | Cục trưởng Cục Thống kê Quốc gia                                                                                               |                   | Phó Chủ nhiệm Ủy ban Kinh tế Ủy ban Toàn quốc Hội nghị Hiệp thương Chính trị Nhân dân Trung Quốc | 3/2022-10/2022    |                                      |
| 170 | Dương Kim Thành    | | Phó Tổng Giám đốc Tổng công ty Công nghiệp Tàu thủy Trung Quốc                                                                 |                   | Tổng Giám đốc Tổng công ty Công nghiệp Tàu thủy Trung Quốc | 6/2018-10/2022    |                                      |
| 171 | Thư Khánh          | | Phó Tỉnh trưởng Chính phủ Nhân dân Hà Nam Cục trưởng Cục Công an tỉnh Hà Nam                                                   |                   | Phó thị trưởng Chính phủ Nhân dân Thượng Hải Cục trưởng Cục Công an thành phố Thượng Hải | 12/2020-10/2022   | Người Mãn                            |
| 172 | Diêu Tăng Khoa     | | Phó Bí thư Tỉnh ủy Giang Tây                                                                                                   |                   | Phó Bí thư Tỉnh ủy Chủ tịch Chính Hiệp Giang Tây | 1/2018-10/2022    |                                      |